# Curitiba
Curitiba é um município brasileiro, capital do estado do Paraná, localizado a 934 metros de altitude no Primeiro Planalto Paranaense, a mais de 110 quilômetros do Oceano Atlântico, distante 1 386 km a sul de Brasília, capital federal. Com 1 773 718 habitantes, é o município mais populoso do Paraná e da região Sul, além de ser o 8.º do país, segundo Censo Demográfico realizado pelo IBGE para 2022. 
Elevada à condição de vila em 1693, a partir de um pequeno povoado bandeirante, Curitiba tornou-se uma importante parada comercial com a abertura da estrada tropeira entre Sorocaba e Viamão, vindo, em 1853, a ser a capital da recém-emancipada Província do Paraná.  Desde então, a cidade, conhecida pelas suas ruas largas, manteve um ritmo de crescimento urbano fortalecido pela chegada de diversos imigrantes europeus ao longo do século XIX, na maioria, alemães, poloneses, ucranianos e italianos, que contribuíram para a atual diversidade cultural. Atualmente Curitiba é considerada a capital mais desenvolvida do Brasil, tendo um baixo índice de desemprego e um parque industrial diversificado.
Curitiba experimentou diversos planos urbanísticos e legislações que visavam controlar seu crescimento, que a levaram a ficar famosa internacionalmente pelas suas inovações urbanísticas e cuidado com o meio ambiente. A maior delas foi no transporte público, cujo sistema inspirou o TransMilenio, implantado em Bogotá, na Colômbia.
Considerada uma cidade global pela Globalization and World Cities Research Network (GaWC), na categoria "Suficiência" (a menor de todas), foi eleita pela Organização das Nações Unidas para a Educação, a Ciência e a Cultura (Unesco) uma das "cidades criativas" do Brasil em 2014, ao lado de Florianópolis. Curitiba é a capital mais desenvolvida do país, de acordo com o Índice FIRJAN de Desenvolvimento Municipal (2025), conta com a segunda melhor taxa de alfabetização e saneamento básico entre as capitais, atrás de São Paulo, e, segundo o Atlas da Violência 2024, divulgado pelo Instituto de Pesquisa Econômica Aplicada (Ipea) e pelo Fórum Brasileiro de Segurança Pública (FBSP), é a oitava capital mais segura do Brasil. Com um PIB de mais de 98 bilhões de reais, é a sexta cidade mais rica da nação. Curitiba foi classificada pelo Índice Verde de Cidades de 2015, realizado pela Siemens com a Economist Intelligence Unit, como a mais ambientalmente sustentável da América Latina.

## Etimologia

Para Eduardo Navarro, Curitiba vem de *kuri, pinheiro, e tyba, ajuntamento. Ambos os termos estão em relação genitiva, o que dá a ideia de origem, pertencimento, posse, e enseja a inversão dos termos (conforme indicam as setas) e o acréscimo da preposição "de". Ajuntamento de pinheiros é a tradução ao pé da letra, sendo mais natural traduzir pelo substantivo coletivo pinhal, ou pinheiral.

A etimologia do topônimo "Curitiba" é complicada e sofre mudanças segundo vários autores. Conforme Antenor Nascentes, é vocábulo de procedência língua tupi “Ku’ri”, que significa “pinheiro” + “tuba”, um sufixo coletivo que tem como significado “pinho, pinhal”. Ex-“Curituba”, na grafia oficial com “o” na primeira sílaba, permanecendo a ortografia “Corituba”, que ocorre como “curé”, significando “pinhão” + “tyba”, que significa “muito” ou “coré” + “tyba”, cujo significado ao todo é “pinheirame”. Os dicionários de Antônio Gonçalves Dias, Orlando Bordoni, Luís Caldas Tibiriçá, Silveira Bueno e Teodoro Sampaio mostram uma versão praticamente igual, com algumas modificações: “curi-tyba” que significa “muitos pinheiros, pinheiral”.
O pesquisador Mário Arnaud Sampaio ensina que a palavra procede da língua guarani pura, “Kuri’yty”, corruptela de “Kuri’yndy” significando “pinheiral”. O presidente do estado do Paraná, Afonso Alves de Camargo estabeleceu oficialmente a atual ortografia, Curitiba, por intermédio de Decreto-Lei, promulgado em 1919, pois, até então o topônimo da cidade era grafado de ambas as formas: “Curityba” e “Corityba”, étimos diferenciados. A denominação dos habitantes naturais do município é curitibanos, topônimo de uma cidade homônima localizada no estado vizinho de Santa Catarina, fundada por moradores de Curitiba.
Eduardo Navarro, em seu Dicionário de Tupi Antigo, afirma provir o termo Curitiba da língua geral paulista, desenvolvimento histórico do tupi antigo. O asterisco em *kuri, na imagem, indica que o termo está presente na toponímia do Brasil, mas que não há registro dela em textos históricos.
Curitiba reúne determinados apelidos no decorrer de seu passado, sendo um dos mais famosos o de Cidade Sorriso. Conforme o que se diz, essa alcunha surgiu num documento ufanista como tentativa de reversão da famosa antipatia sofrida pelo povo da cidade. Outro título dado ao município foi o de Capital Ecológica, em função das políticas dirigidas para a sustentabilidade.

## História

### Período pré-cabralino e povos indígenas
Os primeiros habitantes do Planalto de Curitiba eram paleoíndios nômades que chegaram ali há cerca de 15 mil anos. Há sítios arqueológicos em São José dos Pinhais com presença humana datada de 13 mil anos. Nessa época, a região era mais fria e seca do que é hoje.
Por volta de quatro mil anos atrás, os proto-jê, ceramistas e agricultores, chegaram ao Paraná e se miscigenaram com os indígenas que já habitavam a região, sendo estes os ancestrais de povos como os caingangues e xoclengues. Há cerca de dois mil anos, os tupis-guaranis, também agricultores e ceramistas, chegaram ao território curitibano.
Na época da chegada dos primeiros europeus ao Paraná, o norte de Curitiba era habitado por ameríndios falantes de línguas jês, como os caingangues e xoclengues, enquanto o sul era habitado pelos guaranis mbiás e nhandevas.

### Período colonial
Os primórdios do atual município de Curitiba remontam ao século XVII, quando o caminho de Queretiba foi percorrido pelos bandeirantes, que chegavam à procura de ouro fora da Serra do Mar, por intermédio de Paranaguá. Eleodoro Ébanos Pereira liderou a primeira expedição oficial que coordenou os serviços de extração de minas de ouro nos Distritos do Sul (inclusive Curitiba), em 1649. Os primeiros nomes que surgem na história de Curitiba, após Ébano Pereira, são os de Baltasar Carrasco dos Reis e Mateus Martins Leme. Entretanto, conforme o historiador Romário Martins:
| “ | …não foi esse o primeiro grupo povoador do planalto curitibano. Antes dele houve os que fundaram arraiais de mineradores quase estáveis na região aurífera atravessada pelos caminhos de Açungui e do Arraial Queimado (Bocaiuva do Sul), a seguir Borda do Campo (Atuba) e Arraial Grande (São José dos Pinhais). | ” |
|   | — Romário Martins. |   |

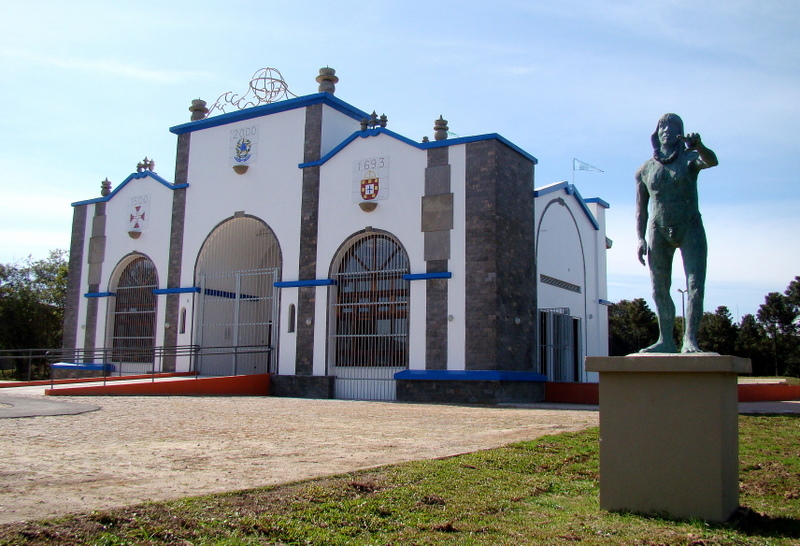
Centro Cultural Vilinha e escultura do Cacique Tindiquera, que teria demarcado o marco zero de Curitiba, no vizinho município de Pinhais.

Após superar a aventura de cruzar a serra, atraídos pelo ouro, os primeiros povoadores bandeirantes se estabeleciam na povoação chamada Vilinha, em conformidade com registros deixados por historiadores. Segundo os registros históricos e o relato do ouvidor Raphael Pires Pardinho, em 1661, surgiu, ao redor de uma pequena capela de pau-a-pique erguida em louvor a Nossa Senhora da Luz (localizada na atual Catedral Metropolitana de Curitiba), a povoação de Nossa Senhora da Luz dos Pinhais, na qual, em 1668, Gabriel de Lara, cognominado “O povoador”, ergueu um pelourinho, acompanhado de 17 colonos, episódio este considerado, por muitos, como o marco inicial de Curitiba. No entanto, Gabriel de Lara não é descrito como o criador da vila da Curitiba, sendo que o episódio é atribuído a Eleodoro Ébano Pereira por determinados historiadores.
Existe uma lenda sobre a fundação da povoação de Nossa Senhora da Luz dos Pinhais, narrada por vários historiadores, com a qual estão relacionados os grupos de primeiros colonizadores, constituídos pelas famílias Seixas, Soares e Andrade. Esses bandeirantes teriam chamado o cacique dos Campos de Tindiquera, às barrancas do rio Iguaçu, para indicar o lugar mais adequado para a implantação decisiva do povoado. O cacique, na frente de um grupo de habitantes, levou na mão uma enorme vara e, depois de suas longas andanças, palmilhando enorme superfície de campos, fixou essa vara no solo e um local e disse “Aqui”, e neste local construiu-se uma pequena capela, erguida de pau-a-pique, sendo sucedida por outra, de pedra e barro, a qual atendeu a comunidade entre 1714 e 1866, quando foi construída a Catedral Metropolitana.
Na época de sua criação, além da mineração, a economia de Curitiba era baseada na agricultura de subsistência e pecuária. Com o fim do ciclo do ouro na região, no final do século XVII, muitos mineradores se dirigiram para as novas jazidas em Minas Gerais.
Com o crescimento da povoação, os seus habitantes demandavam a sua elevação à categoria de vila. Em 29 de março de 1693, o capitão-povoador Mateus Martins Leme criou a vila de Nossa Senhora da Luz dos Pinhais, promoveu a primeira eleição dos vereadores e a instalação da Câmara Municipal. Naquela época, em conformidade com Romário Martins, além de Mateus Leme e Carrasco dos Reis, moradores do Barigui, na época povoavam a vila:
| “ | …o capitão Antonio Rodrigues Seixas, escrivão da vila em 1693, em Campo Magro; Manuel Soares e Aleixo Mendes Cabral, no Passaúna, João Rodrigues Cid, no Cajuru, Antônio Rodrigues Cid em Uberaba, etc. | ” |
|   | — Romário Martins. |   |

Entre 1720 e 1721, veio à vila, com o objetivo de disciplinar a administração local, o ouvidor Raphael Pires Pardinho, sob cujas ordens o nome da vila foi alterado de Nossa Senhora da Luz dos Pinhais para Curitiba e estabeleceu-se normas que se preocupavam com o meio ambiente, como a necessidade de autorização para o corte de árvores nas margens dos rios e riachos.
Após o declínio da mineração de ouro na região de Curitiba, paulatinamente o tropeirismo foi se tornando uma importante fonte de renda para os locais, haja vista que a vila estava localizada no caminho do gado, construído em 1730, do Rio Grande do Sul até Minas Gerais, para comercializar bovinos e muares. Os campos curitibanos eram áreas de criação e reprodução de gado e de invernada. 
Com a abertura de uma nova estrada, a qual não atravessava mais seus campos, a vila, durante certa época, permaneceu isolada.

### Período imperial

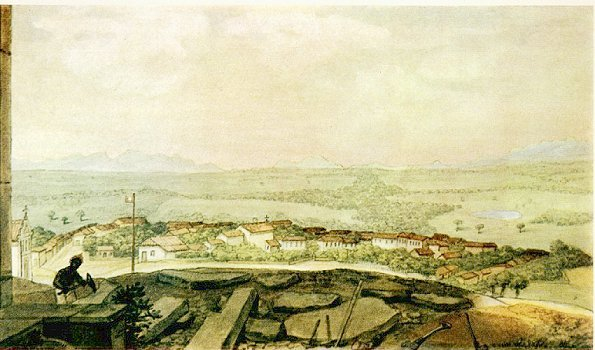
Panorama de Curitiba, em gravura de Jean-Baptiste Debret, 1827.

Em 1812, Curitiba foi elevada à sede da recém-criada Comarca de Curitiba e Paranaguá. Cinco anos depois, a população da vila era de cerca de 10,5 mil habitantes.
Em 1820, dispunha de 220 casas. No entanto, o começo da extração e da comercialização da erva-mate e a madeira impulsionou novamente seu crescimento. Vinte e dois anos depois já contava com 5 819 habitantes. Em 1820, Curitiba também foi visitada pelo naturalista francês Auguste de Saint-Hilaire, que ficou encantado com a cidade, e certas partes de seus apontamentos afirmam o seguinte:
| “ | …As ruas são largas e quase regulares… a praça pública é quadrada, muito grande e coberta de grama… as igrejas são em número de três, todas construídas de pedra… em nenhuma outra parte do Brasil eu havia visto tantos homens verdadeiramente brancos, como no distrito de Curitiba… pronunciam o português sem a alteração que revela a mistura da raça caucásica com a vermelha… são grandes e bonitos, tem os cabelos castanhos e tez rosada, maneiras agradáveis… as mulheres têm traços mais delicados do que as das outras partes do Império por onde viajei. Elas se escondem menos e conversam com desenvoltura. | ” |
|   | — Auguste de Saint-Hillaire. |   |

Esta descrição reflete o caráter do povo curitibano de 1820, que originou a Curitiba do fim do século XX. Da Curitiba do Ligeirinho, da Ópera de Arame, da Rua das Flores e da Rua 24 Horas.

Curitiba foi promovida à condição de cidade pela lei da província de São Paulo n.º 5 de 5 de fevereiro de 1842. Pela Lei Imperial n.º 704, de 29 de agosto de 1853, Curitiba foi designada capital da recém-estabelecida província do Paraná, desmembrada da de São Paulo. Pelo empenho e esforço na emancipação política do Paraná, várias pessoas haviam deixado seu nome nos anais da história. Em 1853, a Câmara Municipal, que operava perto do pátio da matriz, possuindo a seguinte formação: Benedito Enéas de Paula, Fidélis da Silva Carrão, Manuel José da Silva Bittencourt, Floriano Berlintes de Castro, Francisco de Paula Guimarães, Inácio José de Morais, Francisco Borges de Macedo, Antônio Ricardo Lustosa de Andrade, tendo na presidência o coronel Manuel Antonio Ferreira.

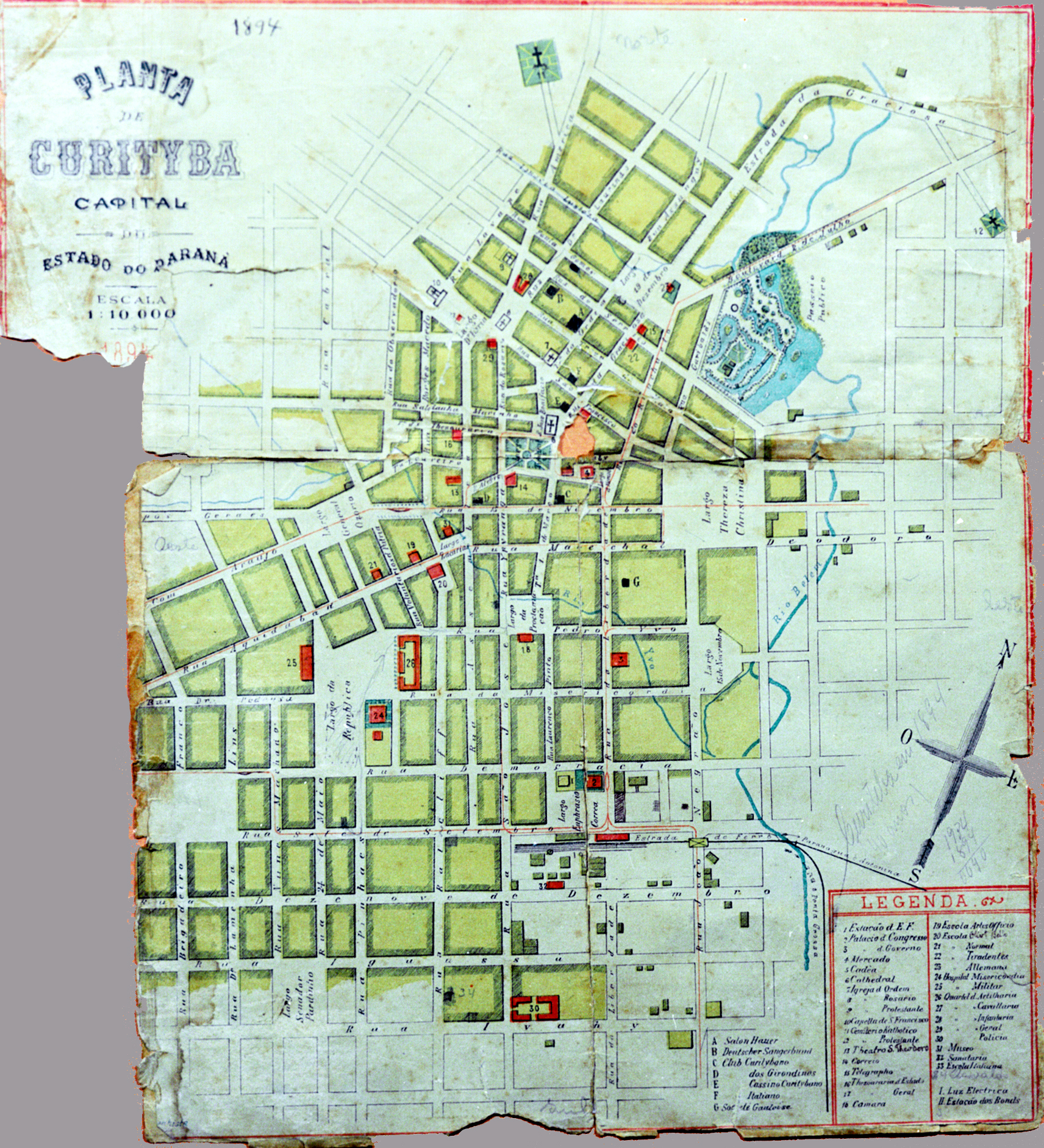
Mapa de Curitiba em 1894

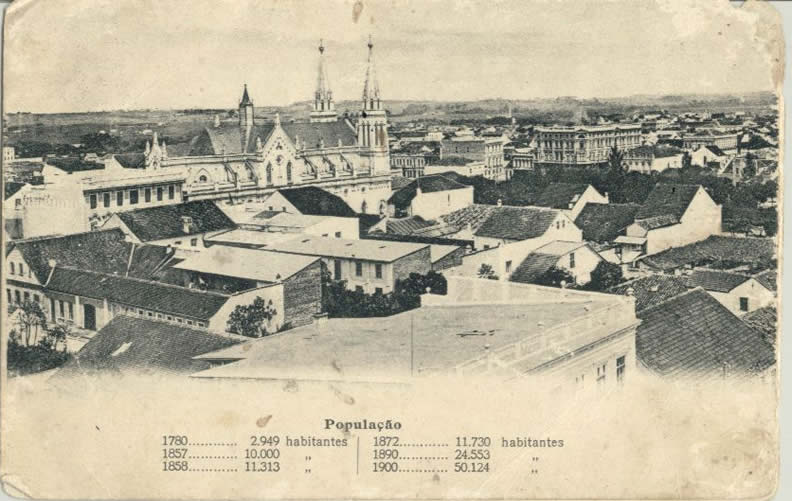
Vista geral de Curitiba em 1900, com dados de progressão populacional: 1780 (2 949 hab.), 1857 (10 000 hab.), 1858 (11 313 hab.), 1872 (11 730 hab.), 1890 (24 553 hab.), 1900 (50 124 hab.)

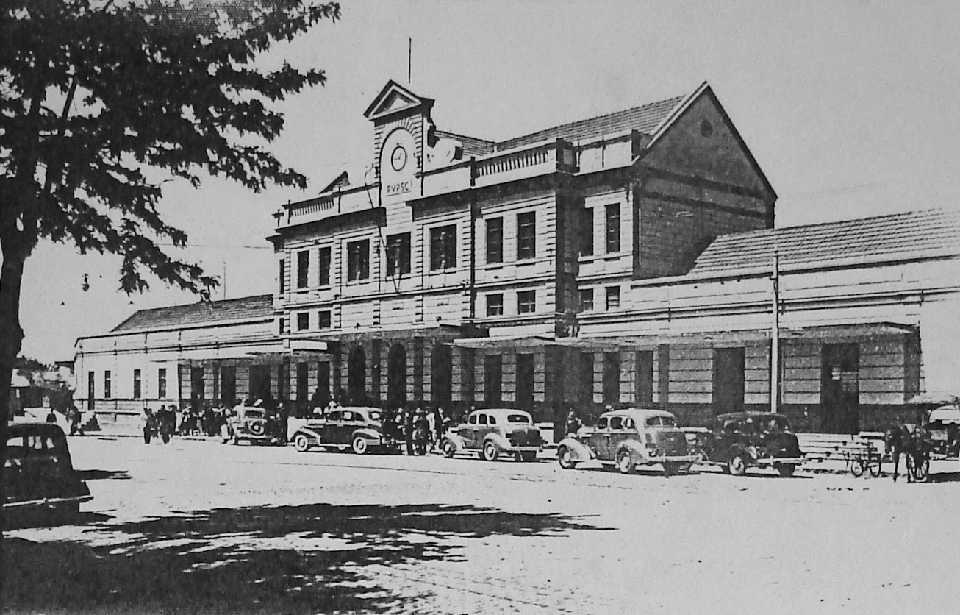
Antiga Estação Ferroviária de Curitiba, atual Museu Ferroviário de Curitiba.

Praça Tiradentes, anos 1950. Arquivo Nacional.

Na época, a colonização, por intermédio da imigração europeia, especialmente italiana e polonesa, foi estimulada pelo governo da província. Foram criados, desde 1867, 35 núcleos coloniais nas terras de floresta ombrófila mista na periferia dos campos de Curitiba. A cidade experimentou um novo surto progressista. Expandiu-se a agricultura e começou a industrialização.
Por meio do movimento imigratório, iniciado no Paraná, que então pertencia à Província de São Paulo, em 1829, Curitiba acolheu, por vários lados, nos séculos XIX e XX, multidões de famílias, em muitas épocas e das mais diversas origens como alemães, italianos, poloneses e ucranianos, sendo também ponto de migração voluntária de povos brasileiros como paulistas, gaúchos, catarinenses, mineiros e fluminenses. Tudo isso influenciou em sua composição social, infraestrutural, artística e econômica, ao longo do tempo.
Em 2 de fevereiro de 1885, inaugurou-se a Estrada de Ferro Curitiba-Paranaguá, impulsionando o desenvolvimento de Curitiba, que passava, a partir desta data, a ter uma ligação rápida e moderna com o Porto de Paranaguá. Assim, a ferrovia podia escoar mais eficientemente seu principal produto de exportação, a erva-mate, que vinha ganhando destaque desde a Guerra do Paraguai. Nessa mesma época, foram abertos o Passeio Público e surgiram a rede de encanação de água e, mais tarde, a rede elétrica.

### Período republicano
Em 1894, devido à Revolução Federalista, as tropas insurgentes, lideradas por Gumercindo Saraiva, dominaram Curitiba. Naquela época, toda a cúpula governamental, chefiada pelo governador em exercício, Vicente Machado, fugiu e abandonou a capital paranaense, encontrando refúgio em Castro durante três meses, de 18 de janeiro a 18 de abril, somente voltando para Curitiba, depois do término do cerco.
Um dos acontecimentos mais importantes da história de Curitiba ocorreu em 19 de dezembro de 1912, com a criação da Universidade Federal do Paraná, planejada e concretizada por Victor Ferreira do Amaral, Nilo Cairo e Pamphilo de Assumpção. Depois de implantada a república no Brasil, sem consentimento popular, o primeiro prefeito de Curitiba foi Cândido Ferreira de Abreu (maio de 1893 a dezembro de 1894). Em 1911, o município era constituído somente pelo distrito sede; já em 1929 o território municipal se subdividia em seis distritos de paz. Eram eles: Campo Magro, Nova Polônia, Portão, São Casimiro do Taboão, Santa Felicidade e o distrito da Sede. Segundo a Divisão Territorial de 1936, a comarca de Curitiba abrangia três termos: o da sede (Piraquara, Rio Branco e Tamandaré), também o de Araucária e ainda o de Colombo, (Bocaiuva e Campina Grande). A Lei Estadual n.º 1452, de 14 de dezembro de 1953, determinou a nova divisão judiciária do município, com a criação de dez Distritos Judiciários, que eram: Sede, Portão, Taboão, Barreirinha, Boqueirão, Cajuru, Campo Comprido, Santa Felicidade, Umbará e Tatuquara.
Na época da Segunda Guerra Mundial, foi elaborado o plano urbanístico de Curitiba denominado Plano Agache, com o objetivo de descongestionar o centro e integrar as demais regiões da cidade. Dentre os legados desse plano, estão as largas avenidas, o Centro Cívico e o Mercado Municipal. Após a Segunda Guerra, a cidade progrediu e se verticalizou, maiormente, em função do crescimento da cafeicultura, no norte do Paraná, e do estímulo da agricultura, mormente no oeste do estado.
Curitiba foi capital da república entre os dias 24 e 27 de março de 1969, na época em que vigorava a ditadura militar, por questão propagandística, visto que a cidade era uma das capitais brasileiras que não fizeram oposição ao regime.
Em 1971, assumiu, pela primeira vez, a prefeitura de Curitiba, o arquiteto e urbanista Jaime Lerner, que iniciou um projeto de humanização e urbanização moderna, que fez da cidade referência internacional em certos aspectos, como transporte público. Dessa forma, não somente estão mudando as características de seu centro, como também o comportamento da população em aperfeiçoar sua qualidade de vida. Em 1989, Lerner, que se elegeu em 1988, foi novamente empossado na prefeitura municipal.

## Geografia
Curitiba está localizada na região Sul do Brasil, no leste do estado do Paraná, sobre a unidade geomorfológica denominada Primeiro Planalto Paranaense, especificamente na sua parte menos ondulada. É a capital da quinta unidade federativa mais populosa do Brasil. A área do município, segundo o Instituto Brasileiro de Geografia e Estatística, é de 435,036 km², sendo que 435,036 km² constituem a zona urbana. Situa-se a 25° 25′ 40″ de latitude sul e 49° 16′ 23″ de longitude oeste e está a uma distância de 1 386 km a sul da capital federal. Tem uma extensão norte-sul de 35 km e leste-oeste de 20 km e seus municípios limítrofes são: Almirante Tamandaré e Colombo (N); Pinhais e São José dos Pinhais (L); Fazenda Rio Grande (S); e Campo Magro, Campo Largo e Araucária (O).
De acordo com a divisão regional vigente desde 2017, instituída pelo IBGE, o município pertence às Regiões Geográficas Intermediária e Imediata de Curitiba. Até então, com a vigência das divisões em microrregiões e mesorregiões, fazia parte da microrregião de Curitiba, que por sua vez estava incluída na mesorregião Metropolitana de Curitiba.

### Relevo

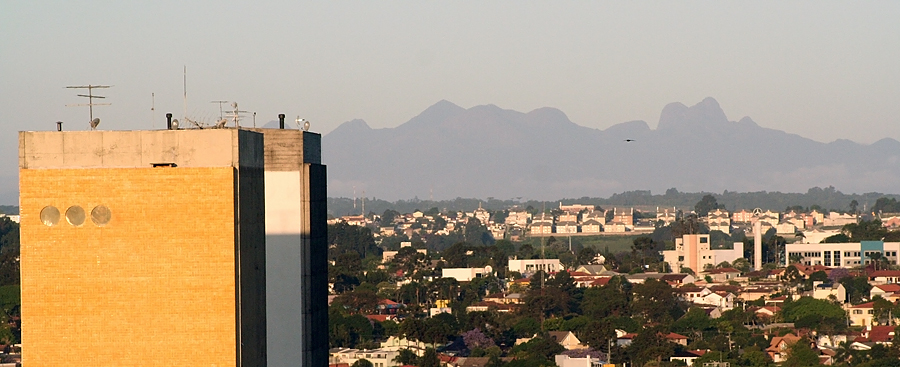
Cadeia de montanhas da Serra do Mar vista do Centro de Curitiba.

A altitude média do município é de 934,6 m acima do nível do mar, sendo que a altitude máxima se encontra ao norte do município, equivalendo à cota de 1 021 m, no bairro Lamenha Pequena, concedendo-lhe uma aparência topográfica razoavelmente montanhosa constituída por declividades mais destacadas, por estarem próximas à Serra de Açungui. O ponto mais baixo se localiza no bairro do Caximba, às margens do rio Iguaçu, com altitude de 865 m. Uma abundância de terrenos em forma de escada são organizados em compartimentos altimétricos, classificando Curitiba com uma topografia ondulada, de morros levemente redondos, concedendo-lhe uma aparência relativamente média.
Em torno da cidade estão os sedimentos da formação Guabirotuba, os quais surgiram no Quaternário Antigo ou Pleistoceno, os quais ocuparam uma desativada e enorme depressão, constituindo a bacia de Curitiba. O município está situado no Primeiro Planalto Paranaense, que Reinhard Maack descreveu (1981) como “uma zona de eversão da Serra do Mar até a Escarpa Devoniana”, apresentando um plano de erosão recente sobre um desativado tronco de dobras. Separando Curitiba do litoral paranaense está presente a Serra do Mar, que pode ser vista da cidade em dias claros.

### Hidrografia
| Bacias hidrográficas                                                                | Área   | Área  |
| Bacias hidrográficas                                                                | (km²)  | (%)   |
| Ribeirão dos Padilhas                                                               | 33,8   | 7,82  |
| Rio Atuba                                                                           | 63,71  | 14,74 |
| Rio Barigüi                                                                         | 140,8  | 32,58 |
| Rio Belém                                                                           | 87,77  | 20,31 |
| Rio Iguaçu                                                                          | 68,15  | 15,77 |
| Rio Passaúna                                                                        | 37,94  | 8,78  |
| Total                                                                               | 432,17 | 100,0 |
| Fonte: SMSA - Secretaria Municipal de Saneamento Elaboração: IPPUC / Banco de Dados |        |       |

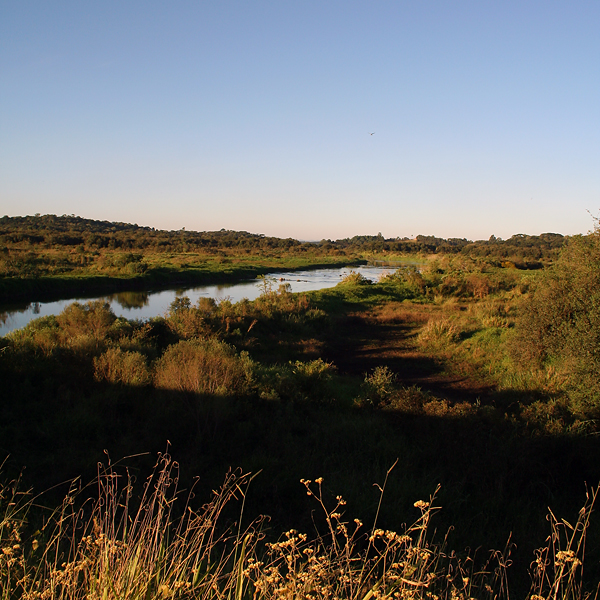
Rio Iguaçu, na passagem pelo bairro Umbará, região sul da cidade.

Curitiba está na bacia hidrográfica do Iguaçu, localizado à margem direita e a leste da maior do rio Paraná. Os mais importantes rios que formam seis bacias hidrográficas do território municipal são, além do Iguaçu, Atuba, Belém, Barigui, Passaúna, e o ribeirão dos Padilhas, todas com aspectos similares de drenagem.
A mais extensa bacia hidrográfica de Curitiba é a do rio Barigui, que atravessa o município de norte a sul e cobre 139,9 km² da área da municipalidade. Ao sul, tem-se a menos extensa bacia hidrográfica de Curitiba, a do ribeirão dos Padilhas, com 33,6 km². Como o relevo de Curitiba é predominantemente mais alto ao norte do município, seis bacias hidrográficas, em sua totalidade, descem em direção ao sul da municipalidade, indo desaguar no rio Iguaçu, o mais importante de Curitiba, que, por seu turno, deságua no Paraná, no extremo oeste do estado.
Devido a algumas peculiaridades, as chuvas habitualmente causam enchentes significativas nos rios de Curitiba, provocando a regularidade das cheias, o que preocupa constantemente a população e a administração pública. Hoje em dia, depois de muitos estudos a respeito dos cursos de água locais, os rios, em sua quase totalidade, estão sendo canalizados.

### Clima
|                                                                  |  |                                                 |
| Geada no Jardim Botânico durante a onda de frio de julho de 2013 |  | Tempestade em Curitiba em 13 de janeiro de 2015 |

Curitiba apresenta um clima temperado oceânico (Cfb de acordo com a classificação climática de Köppen-Geiger),, com temperaturas médias abaixo de 18 °C nos meses de inverno, caindo por vezes para perto de 0 °C, em dias mais frios. Muitas vezes, frentes frias vindas da Antártida e da Argentina trazem tempestades tropicais no verão e ventos frios no inverno durante todo o ano. embora, em algumas ocasiões, o clima local seja influenciado pelas massas de ar seco que dominam o centro-sul do Brasil, trazendo tempo frio e sem chuva em especial no inverno, quando a ocorrência de geadas é comum.
A ocorrência de neve e outras modalidades de precipitações hibernais, como a chuva congelada, é registrada em média uma vez a cada dez anos, podendo ocorrer mais de uma década sem registro e mais de um em uma mesma década, sendo, portanto, fenômenos de frequência irregular. A nevada de 17 de julho de 1975, que durou mais de três horas, foi uma das mais intensas e deixou a cidade coberta de neve. Outros relatos de ocorrência do fenômeno em maior ou menor intensidade ocorreram nos anos de 1889, 1892, 1912, 1928 (dois dias), 1943, 1955, 1957, 1963, 1975, 1979, 1981 (neve granular em pontos isolados, relatados na mídia impressa local), 2013 e 2020. Há também registros não oficiais de ocorrência do fenômeno, em fraca intensidade, nos anos de 1905, 1933, 1955, 1965, 1983 e em 1988.
Segundo o Instituto Nacional de Meteorologia (INMET), desde 1931 a menor temperatura registrada em Curitiba foi de −5,4 °C em 2 de setembro de 1972 e a maior atingiu 35,5 °C em 2 de outubro de 2020, superando o recorde de 17 de novembro de 1985, quando a máxima foi de 35,2 °C. O maior acumulado de precipitação registrado em 24 horas foi de 146,2 milímetros (mm) em 22 de fevereiro de 1999, seguido pelos 128,2 mm em 21 de junho de 2013. Desde janeiro de 2003, a maior rajada de vento alcançou 26,7 m/s (96,1 km/h) em 30 de junho de 2020 e o menor índice de umidade relativa do ar foi de 12% em cinco ocasiões, a mais recente em 14 de agosto de 2018.
| Dados climatológicos para Curitiba                                                       | Dados climatológicos para Curitiba | Dados climatológicos para Curitiba | Dados climatológicos para Curitiba | Dados climatológicos para Curitiba | Dados climatológicos para Curitiba | Dados climatológicos para Curitiba | Dados climatológicos para Curitiba | Dados climatológicos para Curitiba | Dados climatológicos para Curitiba | Dados climatológicos para Curitiba | Dados climatológicos para Curitiba | Dados climatológicos para Curitiba | Dados climatológicos para Curitiba |
| Mês                                                                                      | Jan                                | Fev                                | Mar                                | Abr                                | Mai                                | Jun                                | Jul                                | Ago                                | Set                                | Out                                | Nov                                | Dez                                | Ano                                |
| ---------------------------------------------------------------------------------------- | ---------------------------------- | ---------------------------------- | ---------------------------------- | ---------------------------------- | ---------------------------------- | ---------------------------------- | ---------------------------------- | ---------------------------------- | ---------------------------------- | ---------------------------------- | ---------------------------------- | ---------------------------------- | ---------------------------------- |
| Temperatura máxima recorde (°C)                                                          | 35,4                               | 34,8                               | 33,9                               | 32,6                               | 30,5                               | 28,2                               | 28,6                               | 31,6                               | 34,2                               | 35,5                               | 35,2                               | 35                                 | 35,5                               |
| Temperatura máxima média (°C)                                                            | 27,1                               | 27,2                               | 26,1                               | 24,4                               | 21,1                               | 20,3                               | 20,1                               | 21,9                               | 22,3                               | 23,7                               | 25                                 | 26,7                               | 23,8                               |
| Temperatura média compensada (°C)                                                        | 21,3                               | 21,4                               | 20,3                               | 18,5                               | 15,5                               | 14,3                               | 13,8                               | 14,9                               | 16                                 | 17,7                               | 18,9                               | 20,7                               | 17,8                               |
| Temperatura mínima média (°C)                                                            | 17,6                               | 17,8                               | 16,8                               | 14,8                               | 11,8                               | 10,3                               | 9,3                                | 10,1                               | 11,9                               | 13,9                               | 15                                 | 16,7                               | 13,8                               |
| Temperatura mínima recorde (°C)                                                          | 8,2                                | 6,8                                | 3,9                                | −4                                 | −2,3                               | −4,4                               | −5,2                               | −5,2                               | −5,4                               | −1,5                               | −0,9                               | 3,6                                | −5,4                               |
| Precipitação (mm)                                                                        | 226,3                              | 188,7                              | 151,3                              | 87,9                               | 95,6                               | 111,6                              | 105,8                              | 81,5                               | 143,3                              | 160,7                              | 125,6                              | 152,4                              | 1 630,7                            |
| Dias com precipitação (≥ 1 mm)                                                           | 15                                 | 13                                 | 12                                 | 7                                  | 8                                  | 7                                  | 7                                  | 6                                  | 9                                  | 11                                 | 10                                 | 12                                 | 117                                |
| Umidade relativa compensada (%)                                                          | 80,6                               | 80,6                               | 81,8                               | 81,3                               | 83,2                               | 82,2                               | 80,2                               | 77,1                               | 79,8                               | 81,4                               | 79,1                               | 78,6                               | 80,5                               |
| Insolação (h)                                                                            | 161,9                              | 150,1                              | 159                                | 161,2                              | 147,1                              | 141,2                              | 165,5                              | 180,4                              | 136,2                              | 135,5                              | 158,9                              | 165,1                              | 1 862,1                            |
| Fonte: INMET (normal climatológica de 1991-2020; recordes de temperatura: 1931-presente) |                                    |                                    |                                    |                                    |                                    |                                    |                                    |                                    |                                    |                                    |                                    |                                    |                                    |

### Ecologia e meio ambiente
Curitiba tem como vegetação a floresta ombrófila mista, um ecossistema da Mata Atlântica formado por campos e árvores que se entremeiam de capões de florestas com araucária, além de demais formações, como várzeas e matas ciliares. Na vegetação original ainda existem remanescentes da Araucaria angustifolia, as quais sobreviveram à civilização atual. As araucárias estão em bosques particulares e públicos, agora protegidas pela legislação ambiental que impede a sua derrubada. A vegetação da cidade também é caracterizada pela existência de uma enorme quantidade de ipês-roxos e amarelos.
Embora boa parte da vegetação original do município tenha sido dizimada, Curitiba possui um índice de 64,5 m² de área verde por habitante (dentre as capitais, é menor somente que a de Goiânia, que possui 94 m²), mais de cinco vezes maior que o mínimo de 12 m² recomendado pela Organização das Nações Unidas. Tais áreas são compostas, fundamentalmente, por parques e bosques municipais, a proteger parte das matas ciliares de rios locais, como o rio Barigui e o Iguaçu. Há também na cidade diversas praças e logradouros públicos, associados a vias públicas habitualmente bem arborizadas. No ano de 2007 a cidade ocupou o terceiro lugar numa lista das “15 Cidades Verdes” do mundo, de acordo com o sítio estadunidense Grist.
Dentre bosques e parques, Curitiba conta com cerca de 30 áreas verdes, cabendo ser ressaltado o Parque Barigui, que foi criado em 1972 como uma grande área verde na região oeste da cidade para proteger a bacia do rio Barigui. Outros locais famosos são o Bosque do Papa, que abriga casas tipicamente polonesas e foi construído para a visita de João Paulo II em 1980; o Jardim Botânico, que é considerado um dos cartões postais da cidade e possui uma estufa com plantas raras no seu interior. Além disso, pode ser citado o Passeio Público, primeiro parque municipal, que foi criado em 1886 e até hoje vem abrigando um pequeno zoológico.
O pinheiro-do-paraná é a árvore típica e símbolo de Curitiba. O nome Kurí'ýtýba vem do tupi e quer dizer “pinheiral”, ou seja, local onde há muitos pinheiros. Embora com o crescimento da cidade muitas árvores tenham sido derrubadas, hoje há determinadas espécies que estão protegidas por lei ambiental que proíbe o corte em qualquer lugar da urbe. Outra espécie de árvore que faz parte do cenário curitibano é o ipê — amarelo e roxo — que está presente em praças e ruas da cidade. No parque linear que está sendo construído ao longo da Linha Verde estão sendo plantadas árvores nativas de Curitiba como o pinheiro-bravo e o dedaleiro.

## Demografia
Em 2022, a população do município foi contada pelo Instituto Brasileiro de Geografia e Estatística (IBGE) em 1 773 718 habitantes, sendo o mais populoso do Paraná e da Região Sul do Brasil e o oitavo do país, apresentando uma densidade populacional de 4 078,53 pessoas por quilômetro quadrado. Segundo o censo daquele ano, 837 018 moradores eram homens e 936 700 habitantes mulheres, todos vivendo na zona urbana, não havendo população rural pois o plano diretor da cidade extinguiu a Zona Rural de Curitiba em 2000. Considerando dados de 2010, 350 583 habitantes (20,01%) tinham menos de 15 anos, 1 269 159 pessoas (72,44%) tinham de 15 a 64 e 132 165 moradores (7,54%) possuíam mais de 65, sendo que a esperança de vida ao nascer era de 76,30.  A taxa de fecundidade total por mulher era de 1,6.
O Índice de Desenvolvimento Humano Municipal (IDH-M) de Curitiba era considerado muito alto pelo PNUD, no ano de 2010, sendo que seu valor é de 0,856 (o décimo maior do Brasil). Considerando-se apenas o índice de educação o valor é de 0,768, o do de longevidade é de 0,855 e o de renda é de 0,850. De 2000 a 2010, a proporção de pessoas com renda domiciliar per capita de até meio salário mínimo reduziu em 65,3% e em 2010, 97,7% da população vivia acima da linha de pobreza, 1,3% encontrava-se nessa situação e 1,0% estava abaixo. O coeficiente de Gini, que mede a desigualdade social, era de 0,565, sendo que 1,00 é o pior número e 0,00 é o melhor. A participação dos 20% da população mais rica da cidade no rendimento total municipal era de 60,6%, ou seja, 17,1 vezes superior à dos 20% mais pobres, que era de 3,5%.

### Região metropolitana

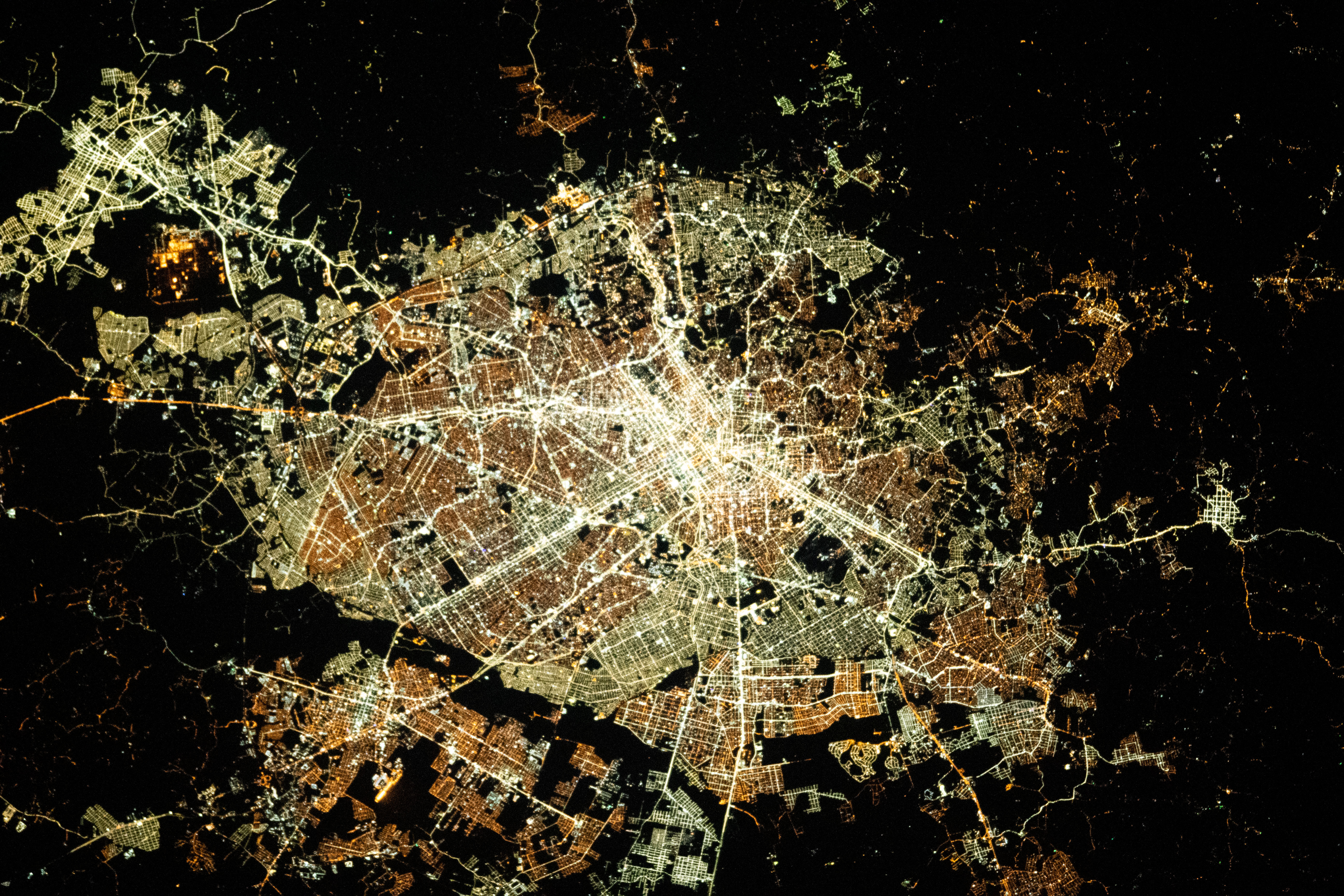
Imagem de satélite da Região Metropolitana de Curitiba à noite vista a partir da Estação Espacial Internacional

O processo de conurbação atualmente em curso na chamada Grande Curitiba vem criando uma metrópole cujo centro está em Curitiba. A Região Metropolitana de Curitiba (RMC) foi criada no ano de 1973 e atualmente é constituída por 29 municípios, sendo a oitava aglomeração urbana mais populosa do Brasil, com 3 559 366 habitantes, ou 1,75% da população brasileira, e a oitava maior em quantidade de municípios englobados.

### Povoamento
O povoamento de Curitiba teve início no século XVII, no momento que aí foram encontradas jazidas de ouro na região. No século XVIII, com o desaparecimento das minas, esta extração foi para a Capitania de Minas Gerais, conduzindo muitos moradores. No entanto, a pecuária e o comércio de bovinos estabeleceram um boa parte de seus habitantes. Até o século XVIII, a população de Curitiba era composta de indígenas, negros, pardos, portugueses e espanhóis. A cidade recebeu imigrantes principalmente, alemães, italianos, poloneses, ucranianos, japoneses e sírio-libaneses, durante os séculos XIX e XX.
No século XIX, começou a imigração europeia na região. Desde 1833, vieram os alemães; em 1872, os italianos; os poloneses em 1871 e os ucranianos em 1895. Em 1872, estimava-se uma população de 12 651 habitantes; em 1876, havia vinte colônias agrícolas constituídas por várias etnias. Já no século XX, chegaram os japoneses e os árabes, que se dedicavam especialmente à agricultura e ao comércio.
Desde então, se expandiu o crescimento demográfico: em 1890, Curitiba dispunha de 24 553 pessoas; em 1900, 49 755; em 1920, 78 986; em 1940, 140 656; em 1950, 180 575. Hoje em dia, a crescente população de Curitiba aumenta por intervenção de migrantes paulistas, catarinenses, gaúchos, mineiros e fluminenses que chegaram à cidade.
Em 1960, moravam em Curitiba 344 560 pessoas, crescendo o número para 483 038 em 1970. Em 1980, Curitiba já abrigava 843 733 pessoas na cidade e 1 025 979 no município. No ano de 1985, viviam 1 285 027 pessoas no município.

### Composição étnica

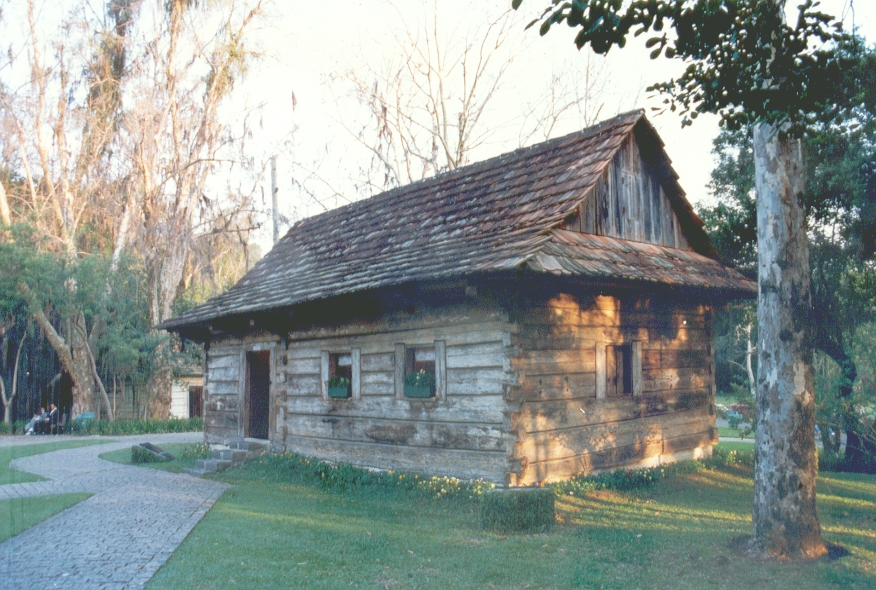
Casa de imigrante polonês no Bosque do Papa.

Em 2022, segundo dados do censo do Instituto Brasileiro de Geografia e Estatística daquele ano, a população curitibana era composta por 1 320 252 brancos (74,4%); 355 834 pardos (20,1%); 71 948 pretos (4,1%); 23 635 amarelos (1,3%); 1 976 indígenas (0,11%); além dos 73 sem declaração (0,004%). Já segundo dados do censo 2010, 1 743 036 habitantes eram brasileiros (99,88%), sendo 1 738 747 natos (99,82%) e 4 289 naturalizados nacionais (0,24%), e 8 871 eram estrangeiros (0,51%). Em relação aos indígenas brasileiros, Curitiba possui uma aldeia urbana indígena Kakané Porã localizada no Campo de Santana. A aldeia é formada por 35 famílias com 139 pessoas de três diferentes etnias: guaranis, xetás e caingangues.
Considerando-se a região de nascimento, em 2010, 1 547 475 eram nascidos no Sul (88,33%), 130 077 no Sudeste (7,42%), 28 935 no Nordeste (1,65%), 13 579 no Centro-Oeste (0,78%) e 6 791 no Norte (0,39%). 1 427 624 habitantes eram naturais do estado do Paraná (81,49%) e, desse total, 997 255 eram nascidos em Curitiba (56,92%). Entre os naturais de outras unidades da federação, São Paulo era o estado com maior presença, com 88 823 pessoas (5,07%), seguido por Santa Catarina, com 79 040 residentes (4,51%), e pelo Rio Grande do Sul, com 40 811 moradores no município (2,33%).

### Imigração

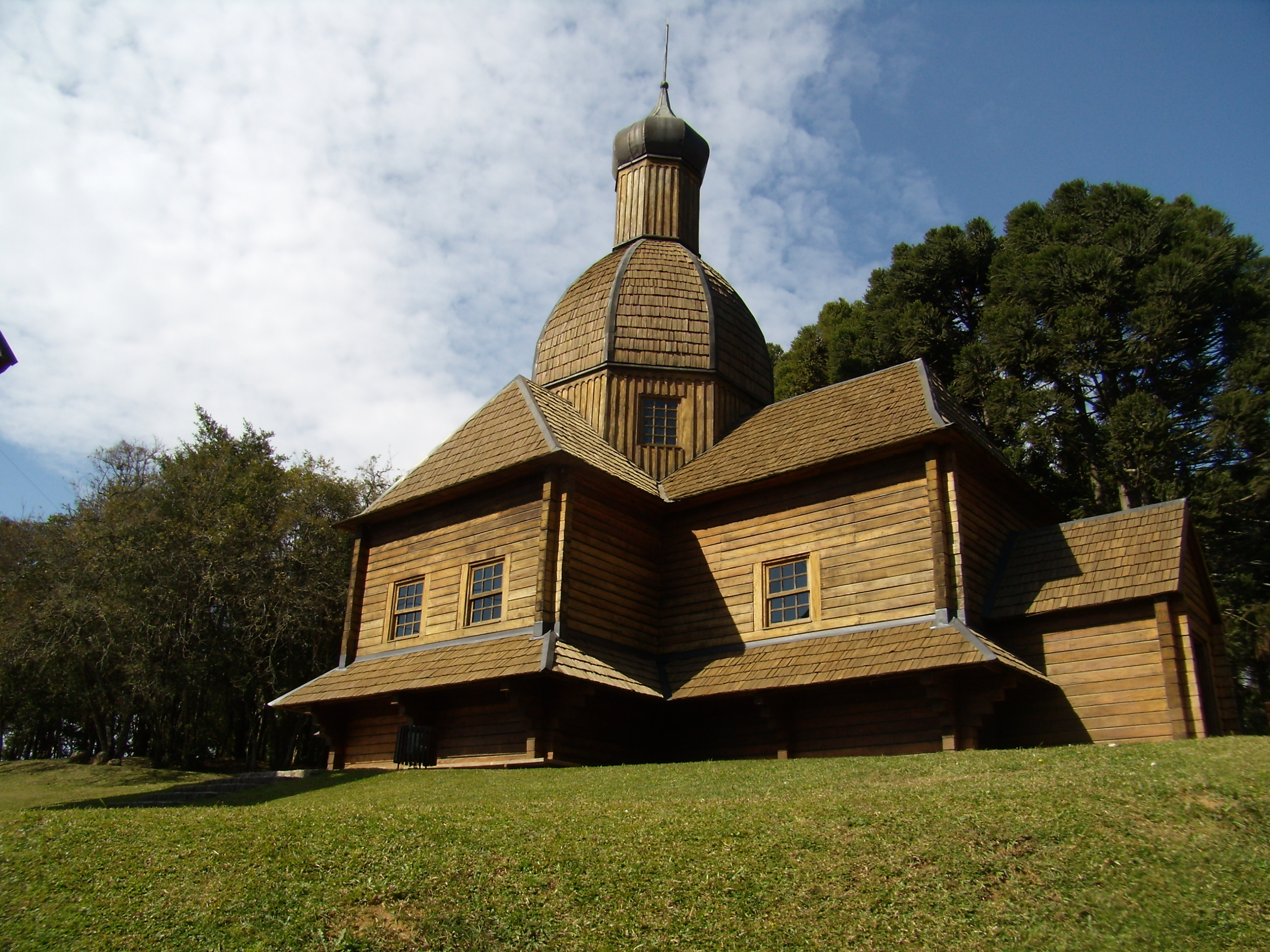
Réplica de uma igreja ucraniana no Parque Tingui.

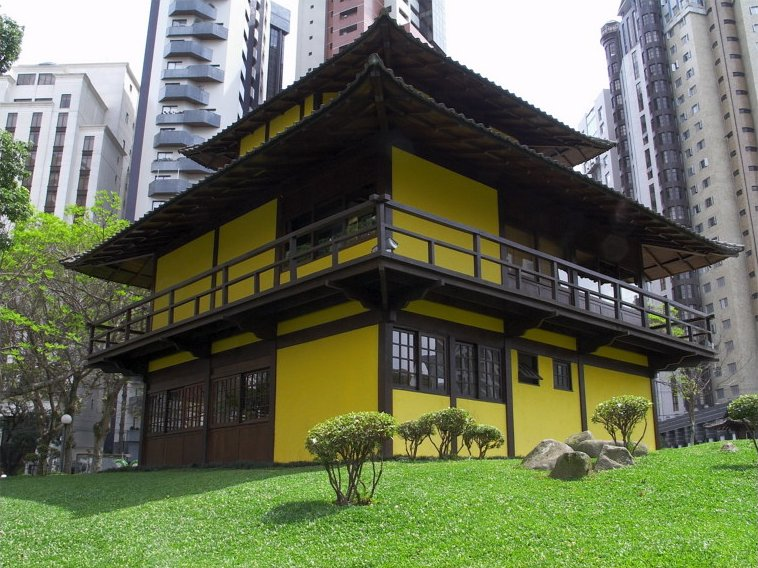
Praça do Japão, memorial à imigração japonesa.

No século XIX, o afluxo de imigrantes da Europa aumentou. Em 1828, os primeiros imigrantes alemães situaram-se no Paraná. No entanto, um grande número de imigrantes provenientes da Alemanha, apenas para Curitiba, chegou durante a década de 1870, vindo a maioria deles de Santa Catarina ou alemães do Volga da Rússia.
Os imigrantes chegaram da Polônia em 1871, fixando-se em colônias rurais próximas a Curitiba. Eles influenciaram largamente a agricultura da região.  Curitiba tem a segunda maior diáspora polonesa no mundo, perdendo apenas para Chicago. O Memorial da Imigração Polonesa foi inaugurado em 13 de dezembro de 1980, após a visita do Papa João Paulo II na cidade em junho do mesmo ano. Sua área é de 46 mil metros quadrados, onde havia uma fábrica de velas.
Italianos imigrantes começaram a chegar no Brasil em 1875 e em Curitiba em 1878. Eles vieram na maior parte das regiões de Vêneto e Trento, no norte da Itália, e se estabeleceram principalmente no bairro de Santa Felicidade, ainda hoje o centro da grande comunidade italiana de Curitiba.
Vários imigrantes ucranianos fixaram-se em Curitiba, principalmente entre 1895 e 1897, quando cerca de 20 mil pessoas chegaram. Eles eram camponeses da Galícia, que emigraram para o Brasil para se tornarem agricultores.  Existem hoje cerca de 300 mil brasileiros de origem ucraniana que vivem no Paraná. O Estado do Paraná tem a maior comunidade ucraniana e eslava do país.
A cidade tem uma comunidade judaica, desde 1870. Grande parte da congregação judaica inicial foi assimilada. Em 1937, com a conquista do poder pelos nazistas na Alemanha, vários acadêmicos judeus alemães foram admitidos no Brasil, alguns deles situando-se em Curitiba.
O físico César Lattes e os ex-prefeitos Jaime Lerner e Saul Raiz possuem origem judaica. Um monumento em memória do Holocausto foi construído na cidade. Existe também um centro comunitário, uma casa Habad (Beit Chabad), em Curitiba, bem como pelo menos duas sinagogas e dois cemitérios judaicos. Imigrantes japoneses, por seu turno, começaram a chegar na região em 1915. Atualmente, cerca de 40 mil japoneses-brasileiros vivem na cidade.

### Religião

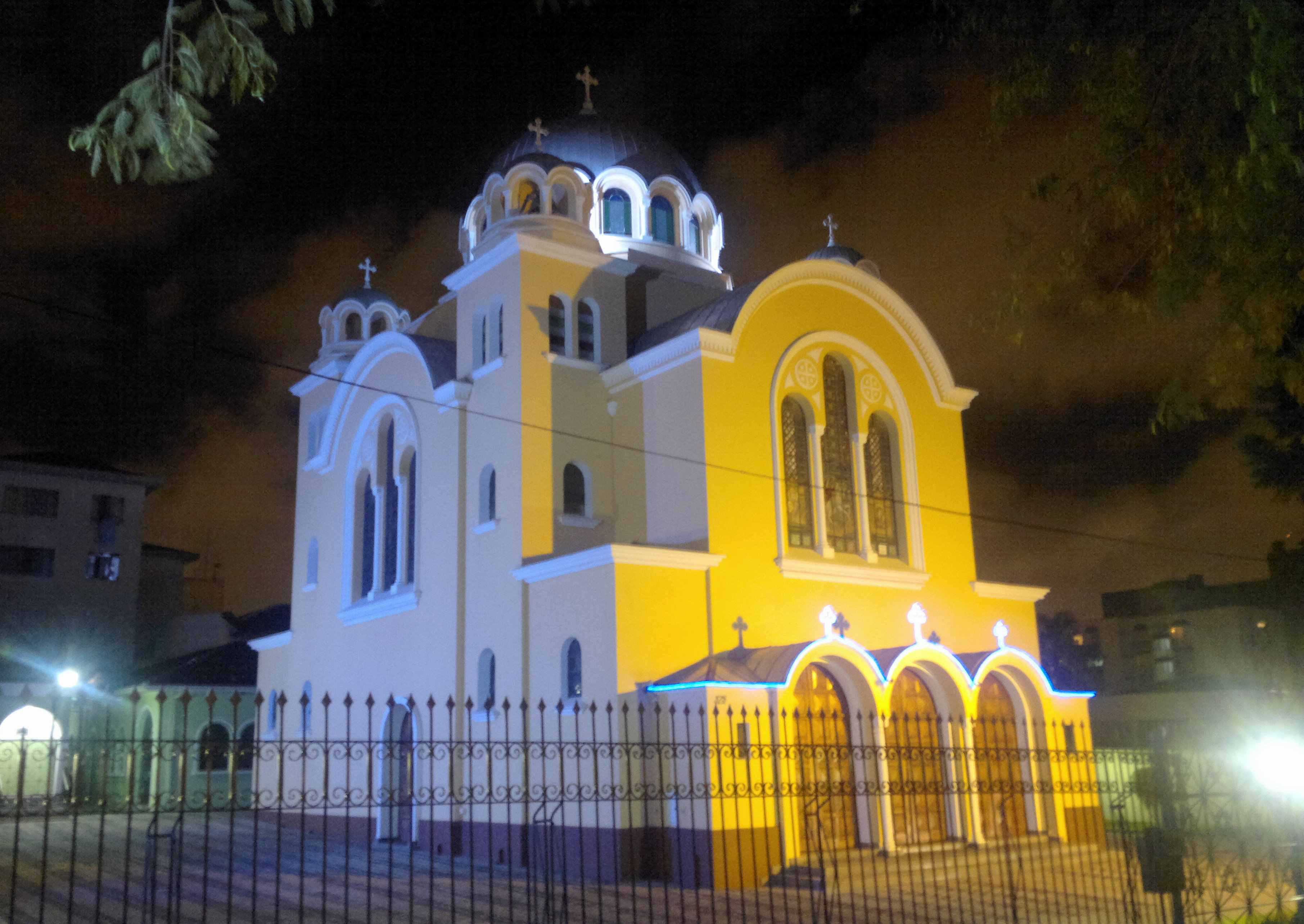
Igreja Ortodoxa Antioquina São Jorge em Curitiba

Atualmente a grande maioria dos curitibanos se declara adepto do catolicismo romano, Curitiba se desenvolveu sobre uma matriz social eminentemente católica, tanto devido à colonização quanto à imigração. A cidade também possui diversas manifestações religiosas, ainda é possível encontrar dezenas de denominações protestantes diferentes. Além disso, podemos citar a prática do budismo, do islamismo, espiritismo, entre outras. Também possui comunidades de mórmons, judeus e das religiões afro-brasileiras. De acordo com dados do censo de 2010 realizado pelo IBGE, a população curitibana está composta por: católicos (62,12%), protestantes (24,24%), pessoas sem religião (6,76%), espíritas (2,77%), muçulmanos (0,07%), budistas (0,30%) e judeus (0,18%) e 2,34% estão divididas entre outras religiões.
Dados preliminares do censo de 2022 indicam que a porcentagem de católicos na cidade diminuiu e o de protestantes e outros grupos religiosos aumentaram. Segundo os dados, a população curitibana atualmente é composta por: católicos (55,46%), protestantes (25,52%), pessoas sem religião (9,96%), de outras religiões (4,79%), espíritas (2,71%), umbandistas e candomblecistas (1,34%), não declararam (0,12%) e não sabem (0,09%). Tradições indígenas representam 0,01% da amostra. Como se trata de um levantamento preliminar, não há ainda o número bruto de outros grupos religiosos específicos minoritários, como muçulmanos, budistas, judeus, entre outros, que serão divulgados mais à frente, sendo estes listados e agrupados em "outras religiões" na pesquisa.

#### Igreja Católica Apostólica Romana

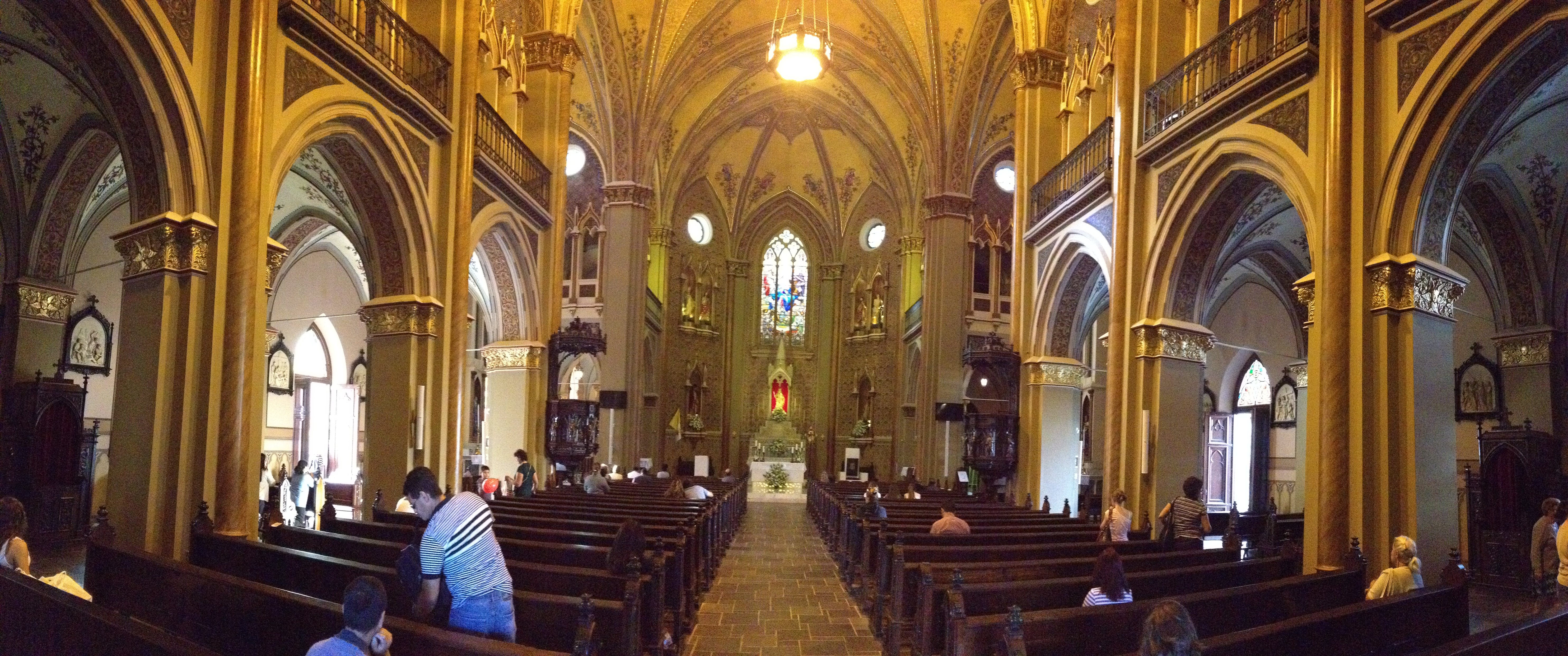
A Catedral Metropolitana de Nossa Senhora da Luz, a sé arquiepiscopal da Arquidiocese de Curitiba e o principal templo católico da cidade

Segundo divisão feita pela Igreja Católica, o município está situado na Província Eclesiástica de Curitiba, sendo sede desta. Também representa a Arquidiocese de Curitiba, criada como diocese em 27 de abril de 1892 e elevada à condição atual em 10 de maio de 1926, possuindo cinco dioceses sufragâneas (Guarapuava, Paranaguá, Ponta Grossa, São José dos Pinhais e União da Vitória). A Região Pastoral Curitiba, a qual compreende todo o território curitibano, é composta por outros onze municípios e 136 paróquias.
A Catedral Metropolitana de Curitiba (também chamada de Catedral Basílica Menor Nossa Senhora da Luz em homenagem à padroeira de Curitiba), localizada na Praça Tiradentes, centro da cidade, representa a Sé arquiepiscopal da Arquidiocese de Curitiba e é considerado um dos principais templos religiosos da urbe. Começou a ser construída em 1876 e só foi fundada em 1893, mas não foi reconhecida como patrimônio histórico pelo Iphan porque em 1947 teve sua estrutura arquitetônica original modificada.
Na Igreja oriental, destaca-se a presença da Arquieparquia de São João Batista dos Ucranianos, com a liturgia em rito bizantino, cuja catedral é a Arquicatedral de São João Batista, no bairro da Água Verde.

#### Outras denominações cristãs

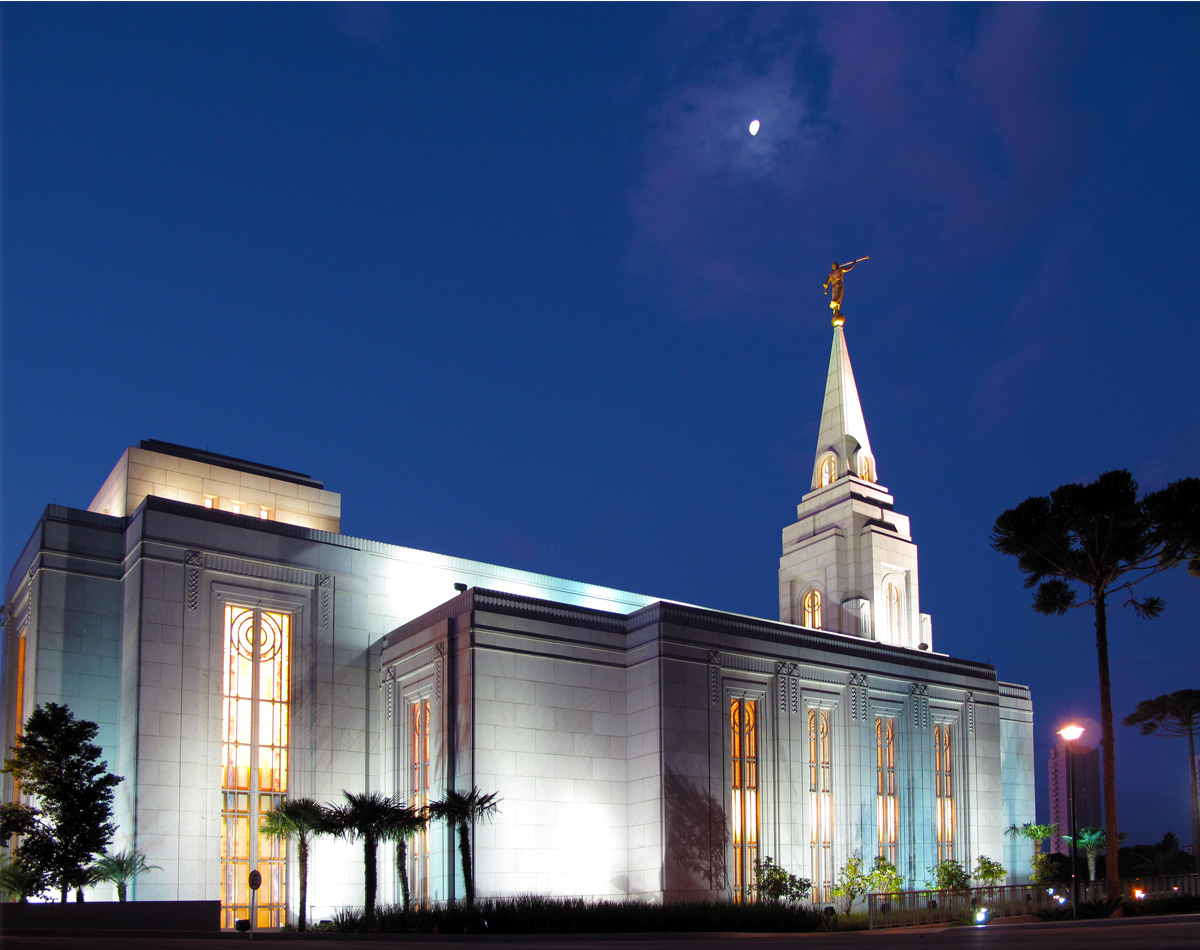
Templo mórmon de Curitiba

A cidade possui vários credos protestantes ou reformados, como a Igreja Luterana, a Presbiteriana, a Metodista, a Episcopal Anglicana, as batistas, a Cristã de Nova Vida, a Maranata, as Assembleias de Deus, a Pentecostal Deus é Amor, a Universal do Reino de Deus, a Congregação Cristã no Brasil, entre outras. Conforme citado acima, de acordo com o IBGE, 24,24% da população eram protestantes em 2010. Desse total, 14,31% eram das de origem pentecostal; 4,54% eram das de missão; 5,39% eram das sem vínculo institucional; e 2,87% pertenciam a outras religiões do mesmo grupo.
Outras denominações protestantes que podem ser encontradas são as Testemunhas de Jeová (que representam 0,44% dos habitantes), membros da Igreja Adventista do Sétimo Dia (1,33%) e os membros de A Igreja de Jesus Cristo dos Santos dos Últimos Dias (0,72%), também conhecida como Igreja Mórmon . O Templo de Curitiba, aberto em junho de 2008, é um dos principais templos mórmons do país, atendendo a mais de 42 mil membros que vivem nos estados brasileiros do Paraná, Santa Catarina e certas regiões do estado de São Paulo.
Existem também comunidades cristãs ortodoxas (0,11%), com destaque para a Igreja Ortodoxa Antioquina que possui na cidade um dos templos com arquitetura mais marcantes da cidade, a igreja de São Jorge de Curitiba, considerada uma das mais belas construções arquitetônicas do Estado do Paraná, desde a década de 1950. 

## Governo e política
O Centro Cívico de Curitiba, o primeiro deste tipo no Brasil, além de abrigar a sede da Prefeitura Municipal de Curitiba, no Palácio 29 de Março, abriga também os principais prédios governamentais do Estado do Paraná, como o Palácio Iguaçu, sede do Poder Executivo Estadual, a Assembleia Legislativa do Paraná, sede do Poder Legislativo Estadual, o Tribunal de Justiça do Paraná, sede do Poder Judiciário Estadual, o Palácio das Araucárias, sede das Secretarias Estaduais de Administração, Planejamento, Justiça e Casa Civil, o Tribunal de Contas do Estado do Paraná e o Ministério Público do Estado do Paraná.
A administração municipal dá-se pelo poder executivo e pelo legislativo. Antes de 1930, os municípios eram dirigidos pelos presidentes das câmaras municipais, também chamados de agentes executivos ou intendentes. Somente após a Revolução de 1930 é que foram separados os poderes municipais em executivo e legislativo. O primeiro intendente que Curitiba teve foi José Borges de Macedo, que, eleito treze anos após a Independência do Brasil e sete anos anteriores à elevação à categoria de cidade, ficou no cargo entre 1835 e 1838, e o primeiro prefeito foi Cândido Ferreira de Abreu.
O poder legislativo é constituído pela câmara municipal, composta por 38 vereadores eleitos para mandatos de quatro anos. Curitiba é sede do Tribunal de Justiça do Paraná, sede do poder judiciário estadual. A comarca se localiza no Centro Cívico, num prédio moderno, o Edifício Montepar, mais conhecido como “Fórum Cível da Comarca de Curitiba e Região Metropolitana”, na Avenida Cândido de Abreu.
O município de Curitiba é regido por lei orgânica. Em 2014, segundo dados do Tribunal Regional Eleitoral do Paraná, Curitiba se dividia em dez zonas eleitorais (1.ª a 4.ª, 145.ª, 174.ª a 178.ª), sendo que contava com 1 172 939 eleitores. Desde 1976, Curitiba é sede do Tribunal Regional do Trabalho da 9.ª Região (TRT-15), criado como desmembramento do TRT da 2.ª, sediado na capital paulista, com jurisdição sobre os estados do Paraná e Santa Catarina.

### Cidades-irmãs
Cidades-irmãs, uma iniciativa da Assessoria de Relações Internacionais, busca a integração entre a cidade e demais municípios nacionais e estrangeiros. A integração, entre os municípios, é firmada por meio de convênios de cooperação que visam assegurar a manutenção da paz entre os povos, baseada na fraternidade, felicidade, amizade e respeito recíproco entre as nações. Oficialmente, possui as seguintes cidades-irmãs:
| - Akureyri, Islândia (lei nº 14.260/2013) - Assunção, Paraguai (lei nº 9.794/1999) - Bahía Blanca, Argentina - Coimbra, Coimbra, Portugal (lei nº 5.048/1975) - Columbus, Ohio, EUA, - Córdoba, Argentina - Cracóvia, Pequena Polônia, Polônia (lei nº 8.094/1992) - Durban, KwaZulu-Natal, África do Sul - Guadalajara, Jalisco, México (lei nº 9.795/1999) - Hangzhou, Zhejiang, China (lei nº 9.754/1999) - Himeji, Hyogo, Japão (lei nº 6.484/1984) | - Jacksonville, Flórida, EUA (lei nº 13.113/2009) - Lyon, Ródano-Alpes, França - Montevidéu, Montevidéu, Uruguai (lei nº 7.438/1990) - Murmansk, Rússia - Orlando, Flórida, EUA (lei nº 9.793/1999) - Port Elizabeth, Cabo Oriental, África do Sul - Santa Cruz de la Sierra, Santa Cruz, Bolívia (lei nº 7.350/1989) - Suwon, Gyeonggi-do, Coreia do Sul (lei nº 13.155/2009) - Treviso, Treviso, Itália (lei nº 8.366/1993) - Miami-Dade, Flórida, EUA |

### Símbolos
Os símbolos da cidade de Curitiba constituem a bandeira, o brasão e o hino, adotados pela Lei Municipal nº 2993, de 11 de maio de 1967. O brasão é composto de um escudo português, tendo como timbre uma coroa mural que a identifica com a 1.º grandeza (Capital), das quais somente cinco, aparecem em perspectiva, simbolizada pela cor do metal jalde. Em fundo de goles, uma araucária de argento, colocado no centro desse campo. Como suporte à direita, colmos de trigo ao natural e a esquerda um colmo de pâmpanos, igualmente ao natural, atravessados em ponta sobre os quais se coloca por cima um listel de goles, compreendendo em letra de argento a data de “29 de março de 1693, fundação da Vila de Curitiba”.
A bandeira é oitavada, em sinopla, compondo as oitavas formas geométricas dispostas em trapézio, formada por oito faixas de argento orladas de oito de goles, inclinadas duas a duas na direção horizontal, vertical em banda e em barra, que saem de um retângulo branco no centro, onde se encontra posicionado o brasão. O hino de Curitiba teve sua letra escrita pelo escritor e poeta campo-larguense, Ciro Silva e sua música composta pelo maestro e compositor castrense, Bento Mossurunga.

## Subdivisões
O município de Curitiba é dividido em um total de 75 bairros, agrupados em dez regiões administrativas. As regionais são espécies de subprefeituras, cujas sedes são representadas pelas unidades da chamada Rua da Cidadania, e têm o objetivo de descentralizar órgãos públicos e a prestação de serviços sociais, estruturais e de lazer pelo interior da cidade. Segundo o Instituto Brasileiro de Geografia e Estatística, o bairro mais populoso da capital paranaense é a Cidade Industrial (CIC), localizado na região homônima, que reunia 172 669 habitantes; sendo seguido pelo Sítio Cercado, na Regional do Bairro Novo, com 115 525 pessoas; e pelo Cajuru, situado na de mesmo nome. Esta última possui 96 200 residentes. A CIC ainda correspondia à maior extensão territorial, com um total de 43,48 km². Também há uma divisão oficial em nove distritos, cuja última alteração foi feita em 1988.

## Economia

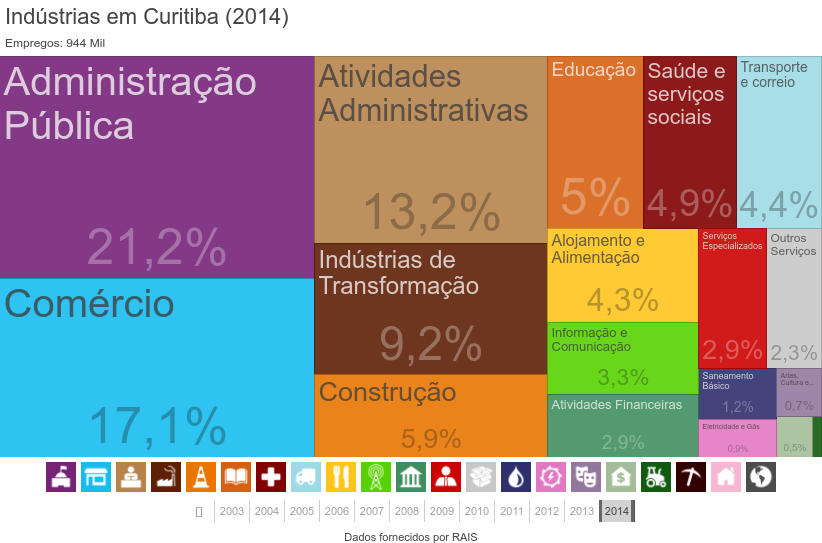
Atividades Econômicas (Indústrias) em Curitiba - (2014).

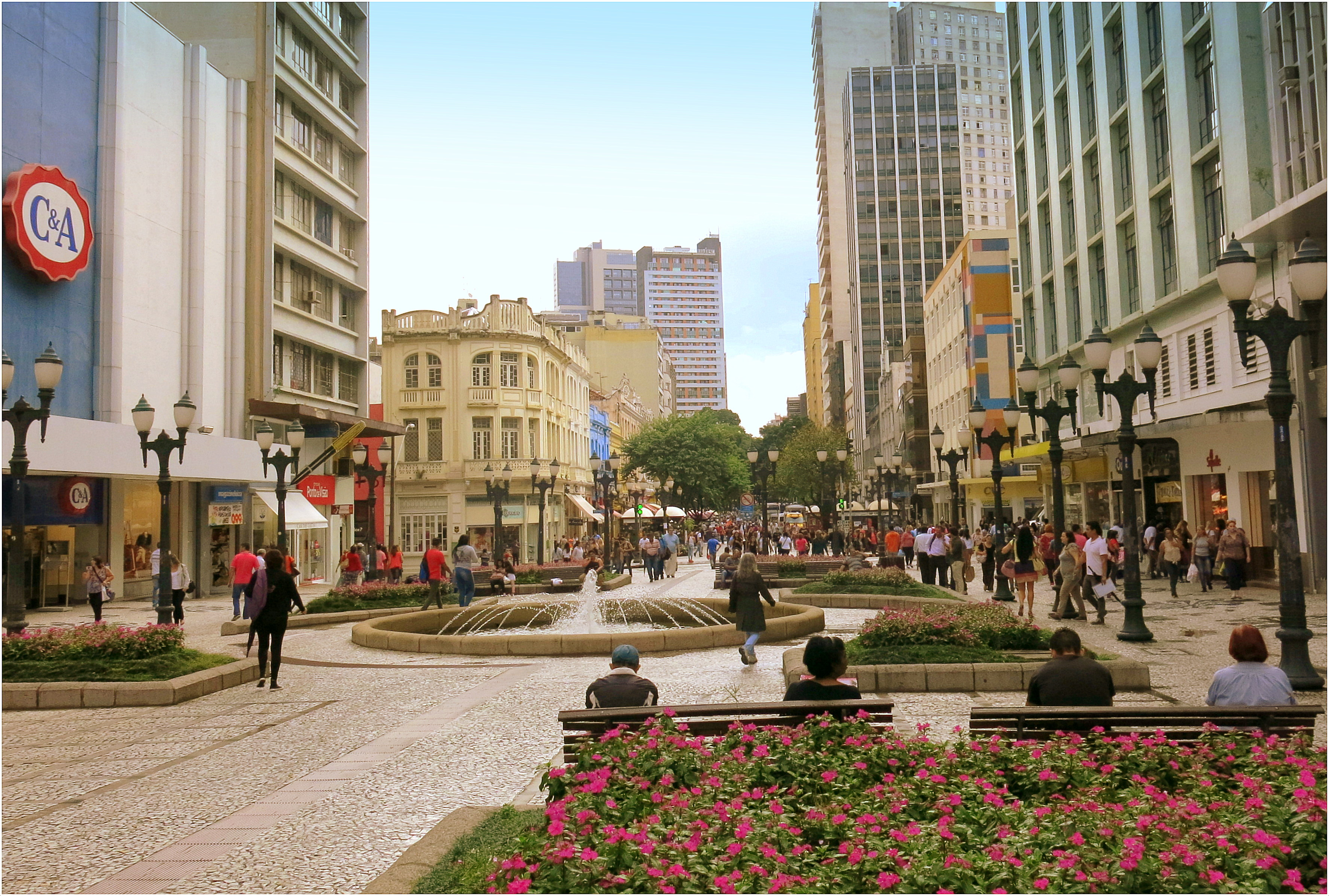
Centro comercial de Curitiba

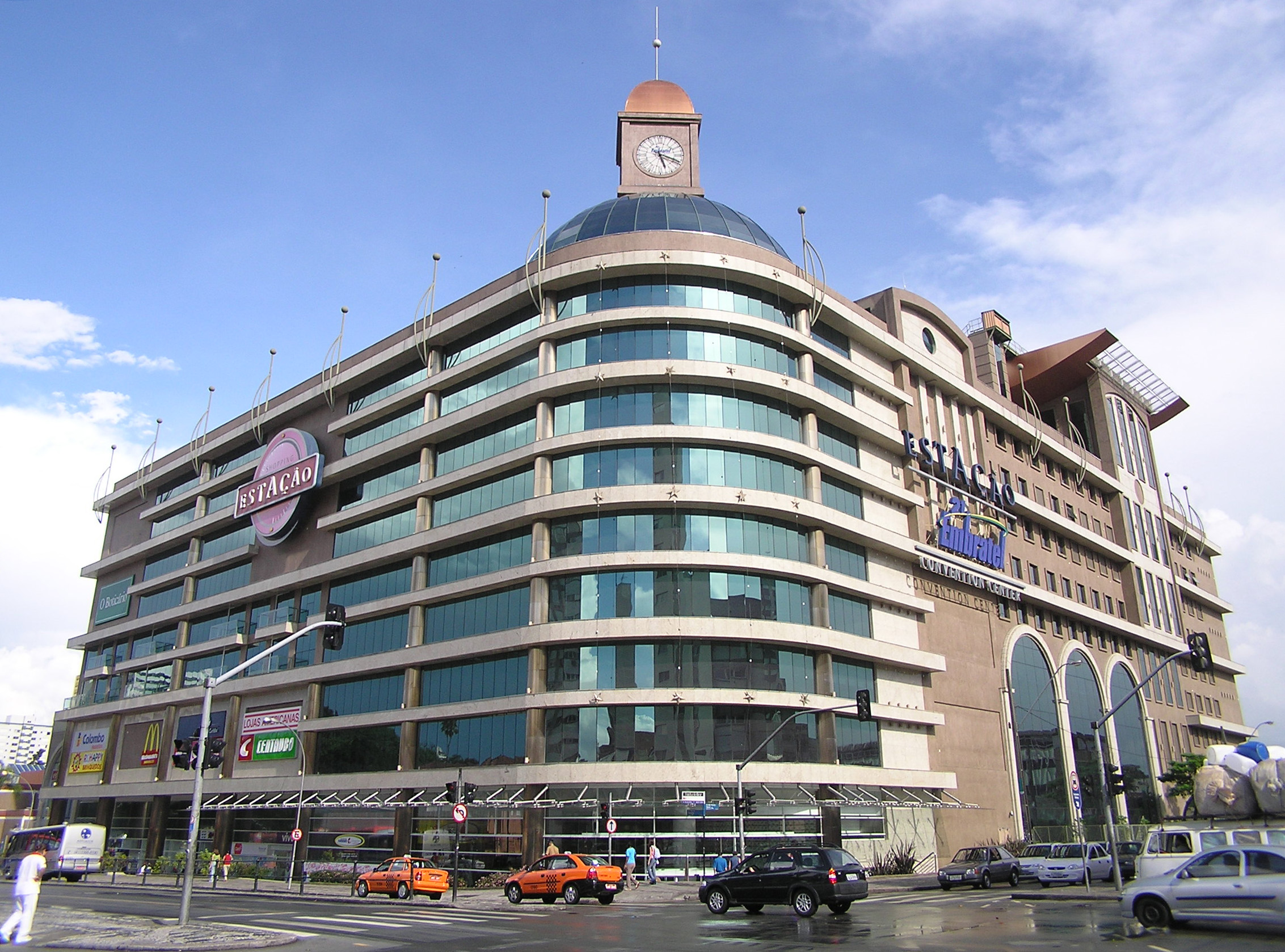
Shopping Estação, um dos principais da cidade

O Produto Interno Bruto (PIB) de Curitiba é o sexto de todos os municípios do país. De acordo com dados do Instituto Brasileiro de Geografia e Estatística relativos a 2013, o PIB municipal era de 79 383 343 mil reais, sendo que 15 385 961 mil eram de impostos sobre produtos líquidos de subsídios a preços correntes. O produto interno bruto per capita era de 42 934,38 reais.
De acordo com o Instituto Brasileiro de Geografia e Estatística, a cidade possuía, no ano de 2012, 108 474 unidades locais, 103 211 empresas e estabelecimentos comerciais atuantes e 780 390 trabalhadores, sendo 1 084 369 de pessoas ocupadas no total e 931 971 assalariadas. Salários com outras remunerações somavam 29 392 831 reais e a remuneração média mensal de todo município era de 3,9 mínimos. A principal fonte econômica está centrada no setor terciário, com seus diversos segmentos de comércio e prestação de serviços de várias áreas, como na educação e saúde. Em seguida, destaca-se o setor secundário, com complexos industriais de grande porte.
Parcialmente, a grande riqueza econômica de Curitiba se deve à população de mais de três milhões de habitantes, se for considerada a sua região metropolitana; a urbe se destaca por ter a economia mais forte do sul do país. Isso conta o trabalho de exportação das novecentas fábricas instaladas no bairro da Cidade Industrial e das duas importantes indústrias automobilísticas que estão localizadas na Grande Curitiba, Renault e Volkswagen. Ademais, em 2000, 2001 e 2002, foi eleita como "A Melhor Cidade Brasileira Para Negócios", segundo classificação elaborada pela revista Exame, em parceria com a consultoria Simonsen & Associados.
Além disso, a capital paranaense concentra a maior porção da estrutura governamental e de atendimentos públicos do estado e sedia importantes empresas nas atividades de comércio, serviços e financeiro. Com um parque industrial de 43 milhões de metros quadrados, a região metropolitana de Curitiba atraiu grandes empresas como ExxonMobil, Elma Chips, Sadia, Mondelez, Siemens, Johnson Controls e HSBC, bem como famosas companhias locais — O Boticário, Positivo Informática e Vivo, por exemplo. Além de centro comercial e cultural, a cidade possui um importante e diversificado parque industrial, incluindo um dos maiores polos automotivos do país e o principal terminal aeroviário internacional da região Sul, o Aeroporto Afonso Pena.
A agricultura é o setor menos relevante da economia de Curitiba. De todo o produto interno bruto da cidade, 10 374 mil reais é o valor adicionado da agropecuária. Desde 2000, a população de Curitiba é considerada totalmente urbana, sendo notada, portanto, uma redução na agricultura.pg.25 Segundo estudo realizado pela Secretaria Municipal de Abastecimento (SMAB) em 2009, havia alguns bairros com atividades agrícolas e pecuárias, e famílias que sobreviviam dessas ocupações.pg.30 Naquele ano, a área de cultivo da agricultura urbana em Curitiba, levantada pela SMAB, era de 1 470 ha.pg.35
A indústria, atualmente, é o segundo setor mais relevante para a economia do município. 15 232 406 reais do produto interno bruto municipal são do valor adicionado da indústria (setor secundário). Curitiba, com seu parque industrial bem variado, é um dos centros manufatureiros mais extensos do Brasil. Os imigrantes europeus, dedicados, especialmente, para fabricar artefatos de couro e de madeira, iniciaram a industrialização no começo do século XIX. Entre os principais produtos merecem destaque os gêneros alimentícios, mobiliário, minerais não-metálicos, madeira, químicos e farmacêuticos, bebidas e artefatos de couros e peles. O maior complexo de indústrias do município é a Cidade Industrial de Curitiba, sendo também o bairro mais territorialmente extenso e mais populoso.

## Infraestrutura
No ano de 2010, segundo o IBGE, a cidade tinha 575 899 domicílios entre apartamentos, casas, e cômodos. Desse total, 415 237 eram imóveis próprios, sendo 348 051 já quitados, 67 186 em aquisição e 122 046 alugados; 31 146 foram cedidos, sendo 3 814 por empregador e 27 332 de outra maneira. 7 470 foram ocupados de outra forma. Grande parte do município conta com água tratada, energia elétrica, esgoto, limpeza urbana, telefonia fixa e celular. Naquele ano, 570 866 domicílios eram atendidos pela rede geral de abastecimento de água; 575 384 moradias possuíam coleta de lixo e 575 630 das residências tinham escoadouro sanitário. Até novembro de 2010, o lixo de Curitiba era jogado a poucos metros do leito do Iguaçu, no Aterro do Caximba, dando lugar a dois aterros particulares, um, na Cidade Industrial de Curitiba e outro no município vizinho de Fazenda Rio Grande.

### Saúde

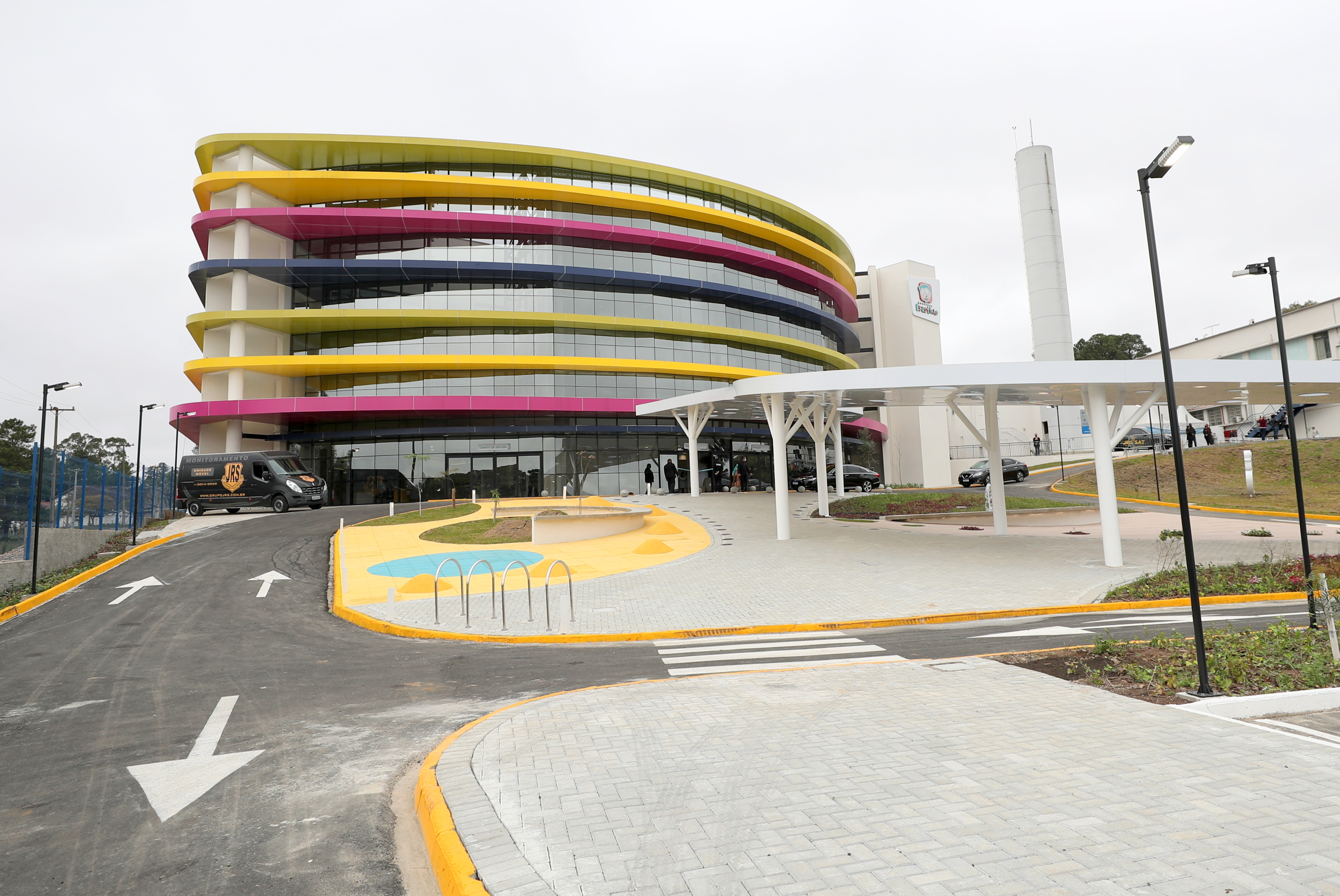
Hospital Erasto Gaertner, considerado o maior e mais moderno centro de tratamento de câncer no Sul do Brasil

O município é a sede de instituições de todos os três níveis de governo: federal, estadual e municipal. Em 2009, possuía 815 estabelecimentos de saúde entre hospitais, pronto-socorros, postos e serviços odontológicos, sendo 152 deles públicos e 663 privados. Neles a cidade possuía 5 548 leitos para internação, sendo que 1 247 estão nos centros de saúde públicos e os 4 301 restantes estão nos privados. Há um total de 35 hospitais gerais, sendo sete públicos, 21 privados e sete filantrópicos, com 14 590 médicos; cerca de 7,9 para cada mil habitantes.
Em 2013, 95,4% das crianças menores de 1 ano estavam com a carteira de vacinação em dia. Em 2012, foram registrados 25 079 nascidos vivos, sendo que o índice de mortalidade infantil neste ano foi de 10,9 óbitos de crianças menores de cinco anos a cada mil. No ano de 2010, 1,78% das mulheres de 10 a 17 anos tiveram filhos, sendo a taxa de atividade em meninas entre 10 e 14 anos de 5,83%. Do total de crianças menores de dois anos que foram pesadas pelo Programa Saúde da Família em 2013, 0,5% apresentavam desnutrição. O hospital mais antigo de Curitiba, situado na cidade, é a Santa Casa de Curitiba, que o Imperador do Brasil Dom Pedro II inaugurou em 22 de maio de 1880.
Dentre os principais hospitais de Curitiba destacam-se o Cardiológico Costantini, o de Clínicas da UFPR, o Herasto Gaertner, a Santa Casa de Misericórdia de Curitiba, a Maternidade Victor Ferreira do Amaral e o do Idoso Zilda Arns. Além disso, há estabelecimentos de saúde mental como o Hospital Espírita de Psiquiatria Bom Retiro e o Psiquiátrico Nossa Senhora da Luz. O Serviço de Atendimento Móvel de Urgência (Samu) e o Siate são os serviços de assistência médica pelos quais são recebidas juntamente, quase 500 ligações que vêm todos os dias da totalidade das famílias de pacientes atendidos da Região Metropolitana de Curitiba. No entanto, ocasionalmente, as pessoas, perante o pânico, acabam por fazer a ligação para um serviço que não seja o SAMU para buscar socorro imediato.

### Educação
De acordo com dados do Portal QEdu, o município obteve uma nota média de 5.3 no IDEB 2021 (Índice de Desenvolvimento da Educação Básica) para os anos finais do ensino fundamental. A nota é menor do que a média estipulada, que era de 5.7. Já nos anos iniciais, a cidade apresentou a nota média de 6, também abaixo da meta, que é de 6.7. A nota média da cidade para anos finais ficou acima da meta nacional (5.1), assim como a média para os anos iniciais (5.8). Em 2010, 2,43% dos jovens com faixa etária entre seis e quatorze anos não estavam cursando o ensino fundamental. A taxa de conclusão, entre moços de 15 a 17 anos, era de 68,7% e o percentual de alfabetização de jovens e adolescentes entre 15 e 24 anos era de 99,5%. Em 2013, a distorção idade-série entre alunos do ensino fundamental, ou seja, com mais que a recomendada, era de 3,1% para os anos iniciais e 15,1% nos anos finais e, no médio, a defasagem chegava a 19,0%. Em 2010, dentre os habitantes de 18 anos ou mais, 71,58% tinham completado o ensino fundamental, 55,95% o médio e 25,95% o superior, sendo que a população tinha em média 10,95 anos esperados de estudo.
A taxa de analfabetismo indicada pelo censo demográfico do IBGE de 2010 foi de 2,1%, sendo que os maiores índices se encontram nas faixas etárias que vão de 45 a 59 anos (1,5%) e de 60 anos ou mais (5,7%). Entre a população de 15 aos 24 anos, a taxa de analfabetismo é de 0,4%, situando Curitiba entre cinco capitais brasileiras com menor número de analfabetos também nesta faixa etária. Na classificação geral do Exame Nacional do Ensino Médio (ENEM) de 2013, dos 20 melhores resultados por escolas do Paraná, 12 foram de Curitiba, tendo uma das instituições curitibanas (o Colégio Dom Bosco) figurado entre as 100 mais bem sucedidas do país. Contudo — e em consonância aos grandes contrastes verificados na metrópole —, em algumas regiões periféricas e empobrecidas, o aparato educacional público de nível médio e fundamental é ainda deficitário, dada a escassez relativa de escolas ou recursos. Nesses locais, a violência costuma impor certas barreiras ao aproveitamento escolar, constituindo-se em uma das causas preponderantes à evasão ou ao aprendizado carencial.
A educação básica é na maior parte assegurada pela Secretaria Municipal de Educação. O município contava, em 2012, com 342 961 matrículas nas instituições de educação infantil e ensinos fundamental e médio da cidade, sendo que dentre as 477 escolas que ofereciam ensino fundamental, uma pertencia à rede pública federal, 151 à rede pública estadual, 178 à rede municipal e 147 às redes particulares. Dentre as 208 instituições de ensino médio, quatro pertenciam à rede pública federal, 125 pertenciam à rede estadual e 79 eram escolas privadas. Da população total em 2010, de acordo com dados da amostra do censo demográfico, 543 203 habitantes frequentavam creches e/ou escolas. Desse total, 33 433 frequentavam creches, 35 554 estavam no ensino pré-escolar, 20 229 na classe de alfabetização, 5 281 na alfabetização de jovens e adultos, 208 695 no ensino fundamental, 86 303 no ensino médio, 11 441 na educação de jovens e adultos do ensino fundamental, 15 182 na educação de jovens e adultos do ensino médio, 15 360 na especialização de nível superior, 106 168 em cursos superiores de graduação, 3 963 em mestrado e 1 593 em doutorado. 1 208 705 pessoas não frequentavam unidades escolares, sendo que 92 526 nunca haviam frequentado e 1 116 179 haviam frequentado alguma vez. Curitiba conta também com 30 instituições de ensino superior que oferecem 122 cursos/habilitações.

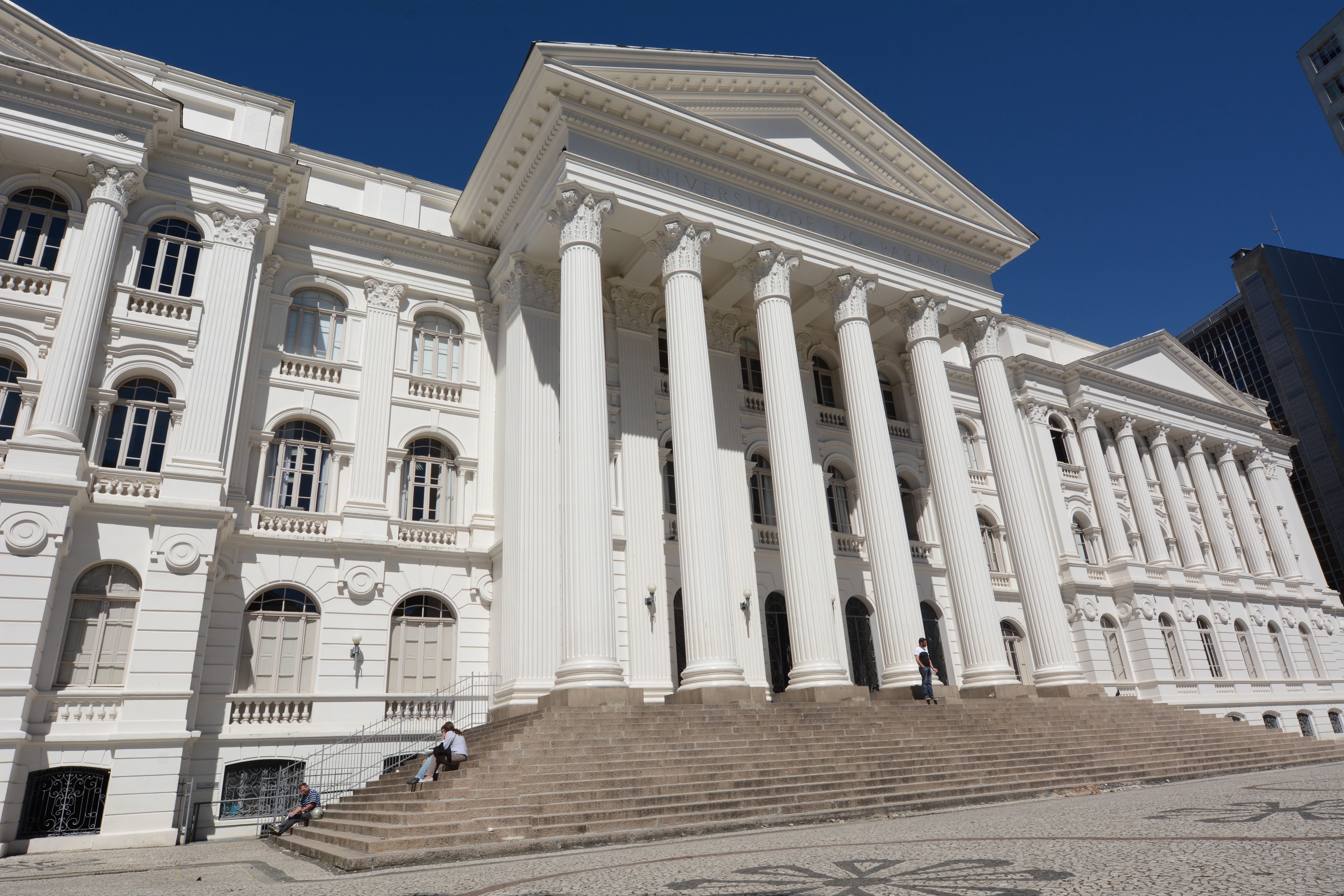
Campus central da Universidade Federal do Paraná

A Universidade Federal do Paraná (UFPR), primeira universidade federal do Brasil, criada em 1912 tem os seus três campi principais localizados em Curitiba, e tem tradição nos 47 cursos de ciências humanas, biológicas e exatas. Na última avaliação do MEC, a UFPR atingiu 317 pontos, e foi classificada a 4.ª melhor universidade do estado e a 11.ª do sul do Brasil. Segundo o ENADE, 27% dos cursos tiveram a nota máxima de 5 na avaliação, e foi a melhor do estado e 3.ª melhor do sul. A UFPR também opera o Hospital de Clinicas do Paraná, especialista em transplante de órgãos. A Universidade tem o seu maior “campus” no Jardim das Américas, o Centro Politécnico, outro na área central de Curitiba e outro no bairro do Juvevê.
A Universidade Tecnológica Federal do Paraná (UTFPR) detém grande tradição em cursos de graduação e pós-graduação na área de tecnologia desde os tempos do CEFET. Com 25 mil estudantes, a instituição foi criada em 1909 e, depois de ser um centro de aprendizagem industrial, tornou-se uma universidade apenas em 2005. No âmbito das faculdades particulares, existem 38 instituições e as maiores são a Pontifícia Universidade Católica do Paraná, a Positivo e o Centro Universitário Curitiba. Além das grandes universidades, tem tradição na cidade as estaduais FAP e a EMBAP. Geralmente, Curitiba tinha, em 2006, 125 mil estudantes universitários.

### Segurança pública e criminalidade

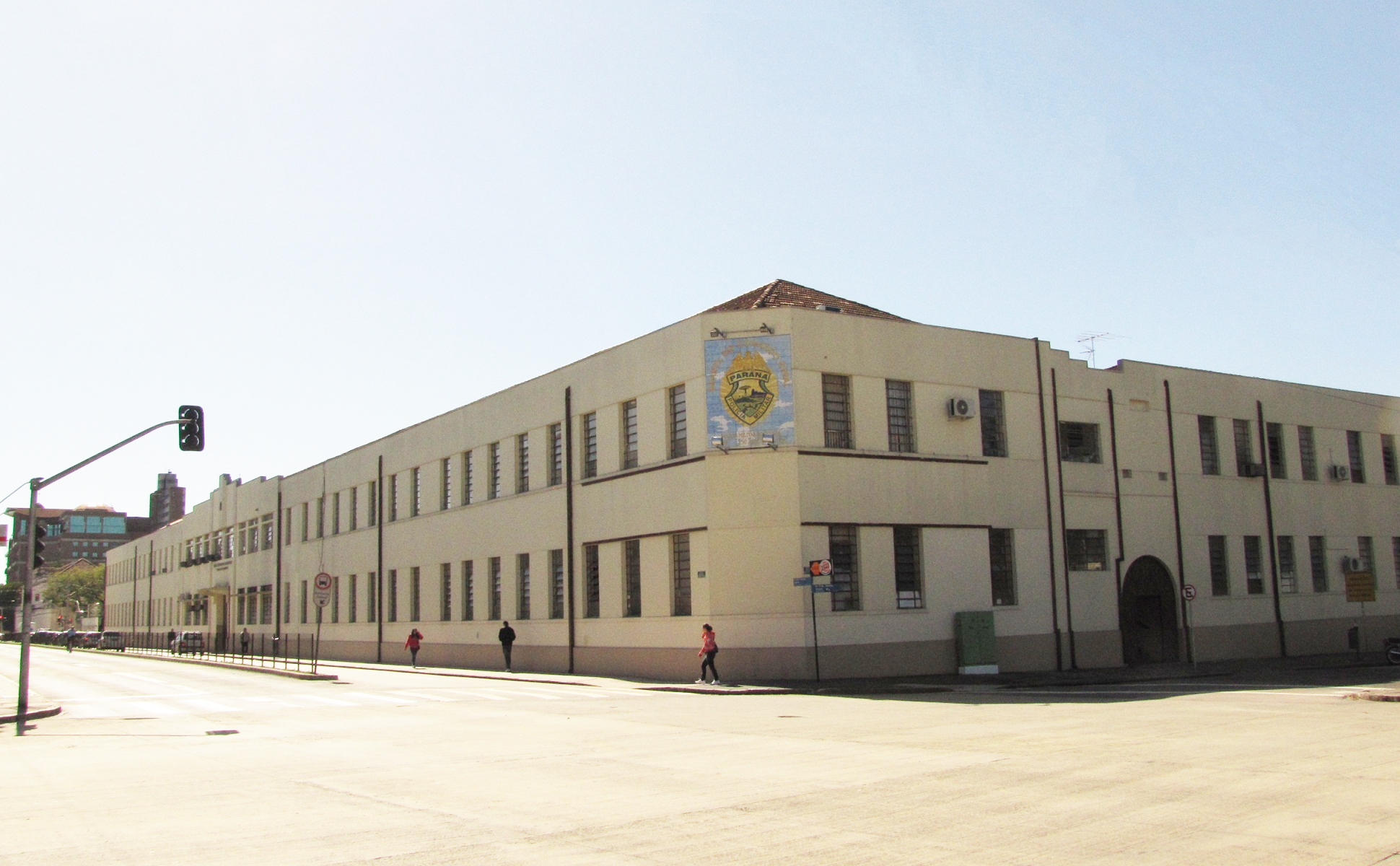
Quartel da Polícia Militar do Paraná em Rebouças

Em 2008, a taxa de homicídios no município foi de 15,9 para cada 100 mil habitantes, ficando em 82° lugar no estado e em 1147.º no país. O índice de suicídios naquele ano para cada 100 mil habitantes foi de 4,6, sendo o 113.° do Paraná e o 1 333.° do Brasil. Já em relação à taxa de óbitos por acidentes de trânsito, o índice foi de 25,6 para cada 100 mil habitantes, ficando no 89.° do estado e no 663° do país.
Para tentar reduzir esses índices, são realizados diversos projetos no combate à criminalidade, como a criação da Coordenadoria de Políticas sobre Drogas, que visa a combater o uso de entorpecentes, prática que, cada vez mais, vem se disseminando principalmente entre os jovens, sendo que é uma das principais causas. Por força da Constituição Federal do Brasil, Curitiba possui também uma Guarda Municipal, responsável pela proteção dos bens, serviços e instalações públicas do município. Em Curitiba é sediado o Quartel do Comando Geral da Polícia Militar do Paraná, no bairro Rebouças.
A cidade está entre as capitais mais seguras do brasil, de acordo com o décimo sétimo anuário brasileiro de segurança pública de 2023.

### Abastecimento de água

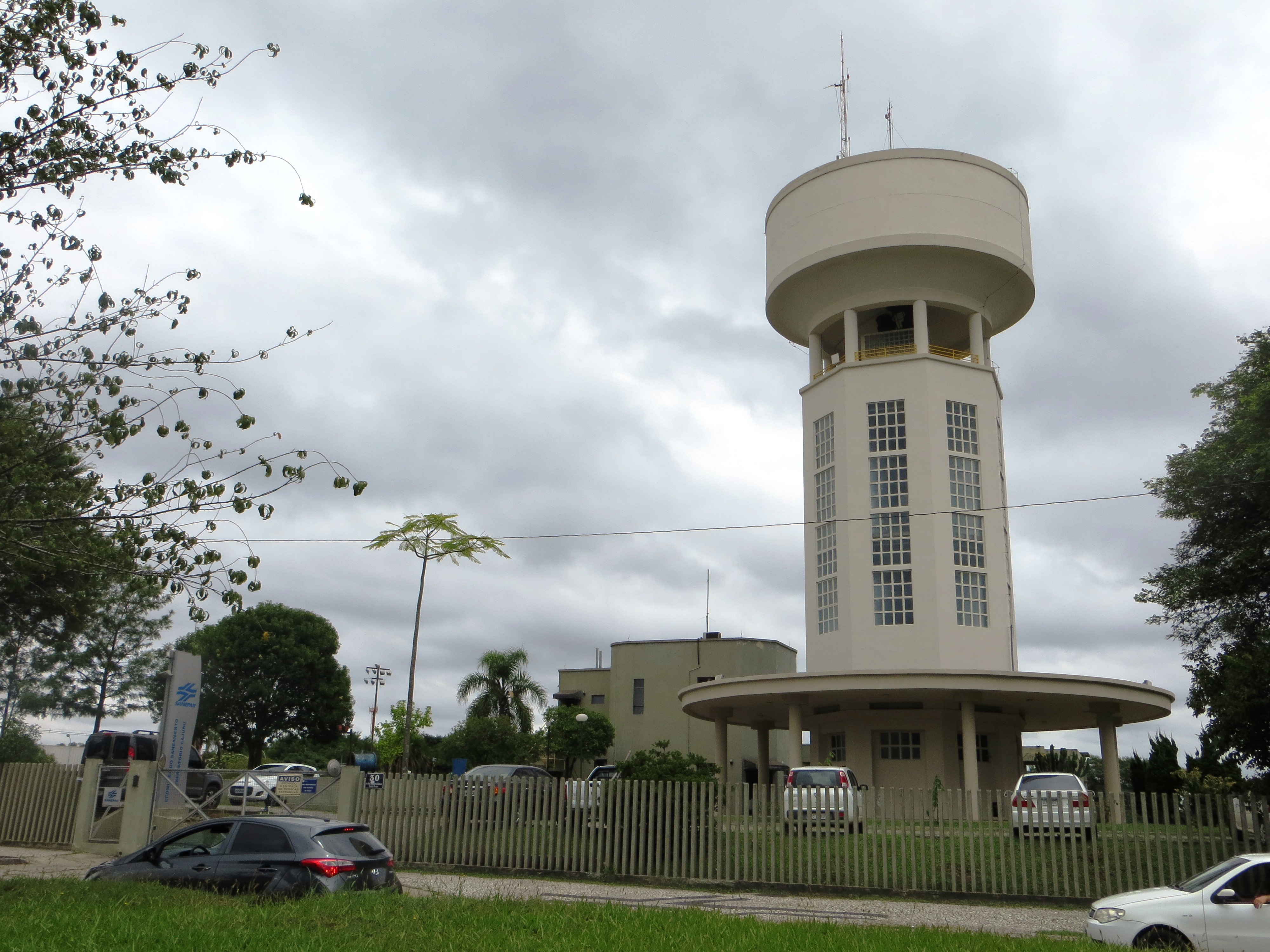
Caixa d'água da Sanepar no bairro Alto da XV

O abastecimento de água é feito pela Companhia de Saneamento do Paraná (SANEPAR). Atualmente a demanda média equivale a 10 452 litros de água por segundo. A população de Curitiba e região metropolitana consome cerca de 7,5 mil litros de água tratada por segundo, fornecidos pela SANEPAR. Além disso, estima-se que existam na cidade mais de mil poços artesianos (utilizados principalmente por condomínios, empresas e hospitais), que, somados, têm potencial para fornecer uma vazão adicional de mais 1,5 mil litros por segundo.
A produção de água tratada é efetuada nas unidades de tratamento do Iguaçu, Iraí, Passaúna, rio Pequeno e Karst, com capacidade total de produção de 9,1 mil litros por segundo. O sistema integrado atende Curitiba e os municípios de São José dos Pinhais, Piraquara, Pinhais, Araucária e parte dos de Almirante Tamandaré, Campo Largo, Colombo, Campina Grande do Sul, Quatro Barras e Fazenda Rio Grande. A reserva de água tratada do sistema integrado totaliza 325 mil m³, que corresponde a quase 50% da demanda diária, distribuída em 39 unidades, de diversas capacidades, que são utilizadas para compensar a procura nos horários de maior consumo.

### Eletricidade e comunicações

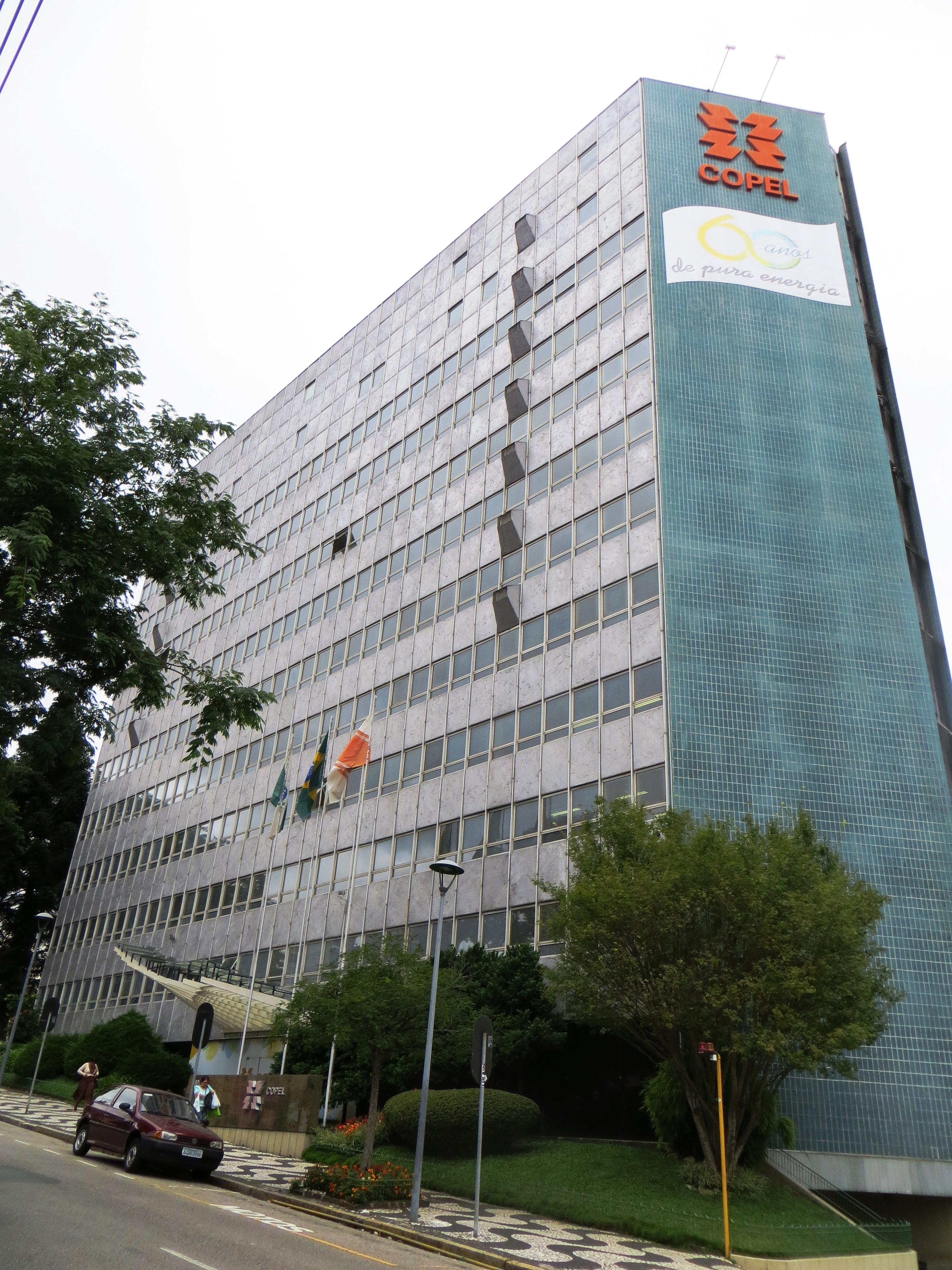
Sede da Copel

O fornecimento de energia elétrica é pela Companhia Paranaense de Energia (COPEL). As principais centrais elétricas de Curitiba são a Eletrosul, com sede no bairro do Campo de Santana, que abastece toda a região da cidade, e a Copel, que tem suas próprias subestações nos mais importantes bairros da urbe. Há linhões de energia de alta tensão que atravessam a cidade de sul a norte e de oeste a leste, unindo essas subestações para fornecer eletricidade ao setor residencial, ao industrial e ao comercial.
Em dados da Agência Nacional de Telecomunicações (ANATEL), em agosto de 2011 Curitiba possuía 423 294 telefones fixos (referentes apenas às concessionárias da Brasil Telecom). O índice por área de discagem direta a distância (DDD) é de 041 e o Código de Endereçamento Postal (CEP) da cidade vai de 80 000–001 a 82 999–999. Há fácil acesso à “internet” em boa parte da cidade. Em Curitiba todas as administrações regionais, além da Praça Espanha, do Largo da Ordem, do Mercado Municipal e do Parque Barigui, são cobertas pela rede wireless (“internet” sem fio), representando cada 11 pontos de Hotspot.

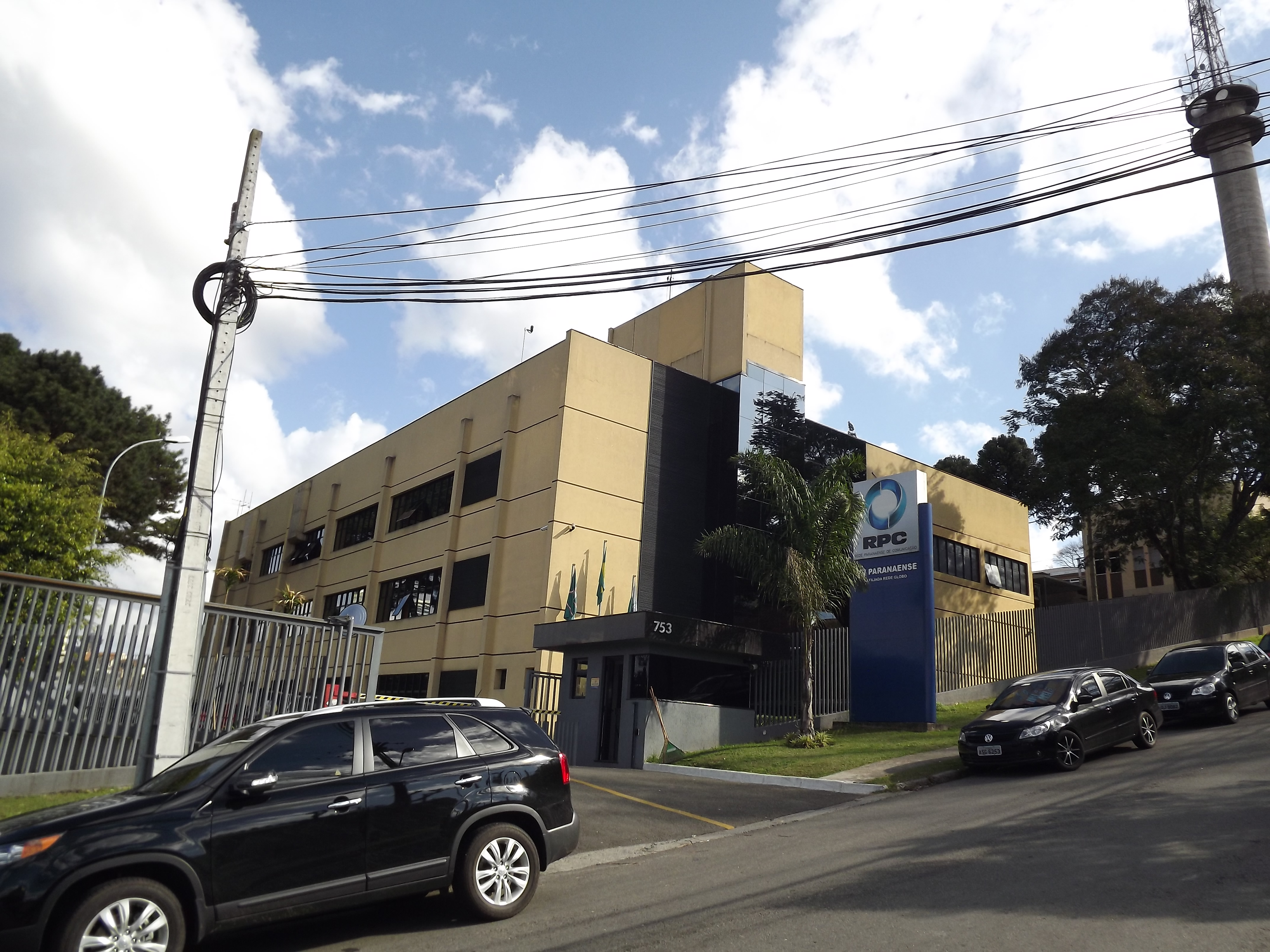
Prédio da RPC Curitiba

Também há diversos jornais em circulação em Curitiba, como a Gazeta do Povo, impressa apenas uma vez por semana e o restante com acesso pela “internet”. Há ainda a Tribuna do Paraná e outros jornais “online”. Dentre as rádios, destacam-se a CBN Curitiba e a E-Paraná FM. Curitiba possui também diversas emissoras de televisão sediadas da própria cidade, como a Band Paraná, a TV Iguaçu, a CNT Curitiba, a RIC TV Curitiba, a TV Paraná Turismo e a RPC Curitiba. Segundo o Portal BSD, em abril de 2011 havia 34 canais, sendo seis em Very High Frequency (VHF) e 28 em Ultra High Frequency (UHF). Nove deles estão disponíveis em televisão de alta definição (tecnologia HDTV). Em se tratando de transmissão ISDB-Tb, Curitiba foi a primeira cidade capital da Região Sul do Brasil a ter TV digital, com a RPC, afiliada da Rede Globo, em 22 de outubro de 2008.

### Transportes

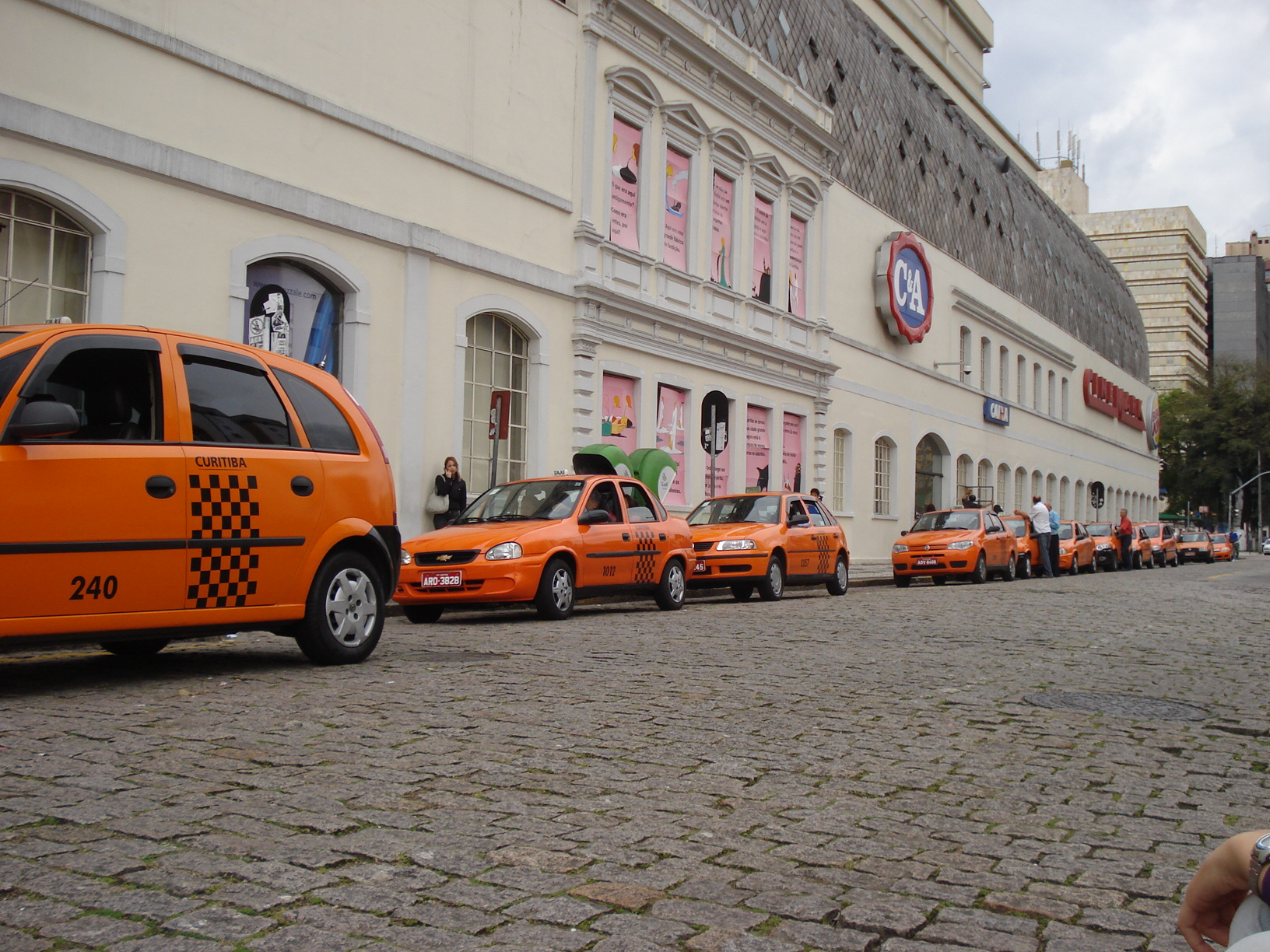
Um dos pontos de táxis da cidade, próximo ao Shopping Mueller

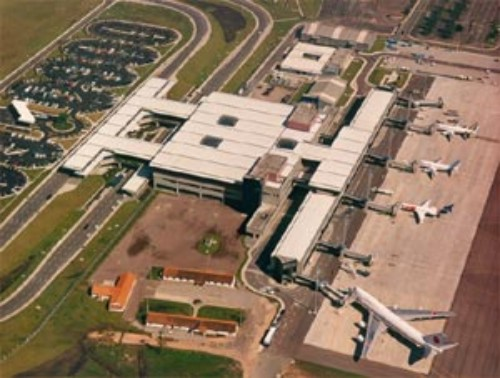
Aeroporto Internacional Afonso Pena

Fundamentalmente, o trânsito de Curitiba está estruturado de forma integrada com o transporte de massas via ônibus, por meio dos chamados trinários, sistemas de canaletas exclusivas de expressos, ladeados por pistas simples para veículos particulares, em sentido contrário e, imediatamente paralelas a estas, vias rápidas com velocidade permitida superior. Com uma frota de  veículos (abril de 2014), estima-se que Curitiba tenha alcançado uma taxa de motorização de 1,8 habitante para cada carro, índice maior que o registrado em cidades como São Paulo, Rio de Janeiro e Belo Horizonte.
Os táxis são padronizados, de cor laranja com xadrez preto nas laterais e alguns detalhes negros nos para-choques. A cidade possui uma frota de 2 300 veículos, categorizados como comum, especial ou para deficientes. O órgão fiscalizador é a URBS, sendo a Gerência de Táxi e Transporte Comercial o responsável pela operacionalidade do sistema.
A principal rodovia que liga Curitiba a outros pontos do país é a BR-116 (conhecida no trecho entre a capital paranaense e São Paulo como “Rodovia Régis Bittencourt”) que, por muitos anos, dividiu a cidade em duas porções (norte e sul). Ela corta os bairros do Pinheirinho, Uberaba, Cristo Rei e Atuba, entre outros, no sentido Porto Alegre-São Paulo. O trajeto urbano desta rodovia foi desviado por uma série de contornos rodoviários, notadamente o Contorno Sul, que atravessa o bairro Umbará. A cidade liga-se ao litoral do Paraná pela BR-277, que atravessa a Serra do Mar até Paranaguá (embora haja, em caráter secundário, a ligação da cidade à costa pela histórica Estrada da Graciosa (PR-410), cujo trajeto se inicia no vizinho município de Quatro Barras). Curitiba é ligada ao interior do estado pela Rodovia do Café, no trecho paranaense da BR-376. Há diversas rodovias secundárias e estaduais que ligam a cidade a outras localidades. São elas: a Rodovia da Uva — PR-417 (Colombo), dos Minérios (Almirante Tamandaré e Vale do Ribeira), do Xisto (São Mateus do Sul e sudeste do estado) e Estrada do Cerne — PR-090 (Campo Magro e norte do Paraná).
O acesso aéreo a Curitiba se dá pelo Aeroporto Internacional Afonso Pena, localizado no contíguo município de São José dos Pinhais. Este é o principal terminal aeroviário internacional da região Sul do Brasil. Entretanto, Curitiba possui ainda o Aeroporto de Bacacheri, localizado no bairro homônimo, que não recebe voos comerciais, apenas aeronaves particulares e de transporte executivo. Nele se encontra o centro de comando do tráfego aéreo brasileiro e o Cindacta II, responsável pelo trânsito de aviões da região Centro-Sul do país.

#### Rede Integrada de Transporte

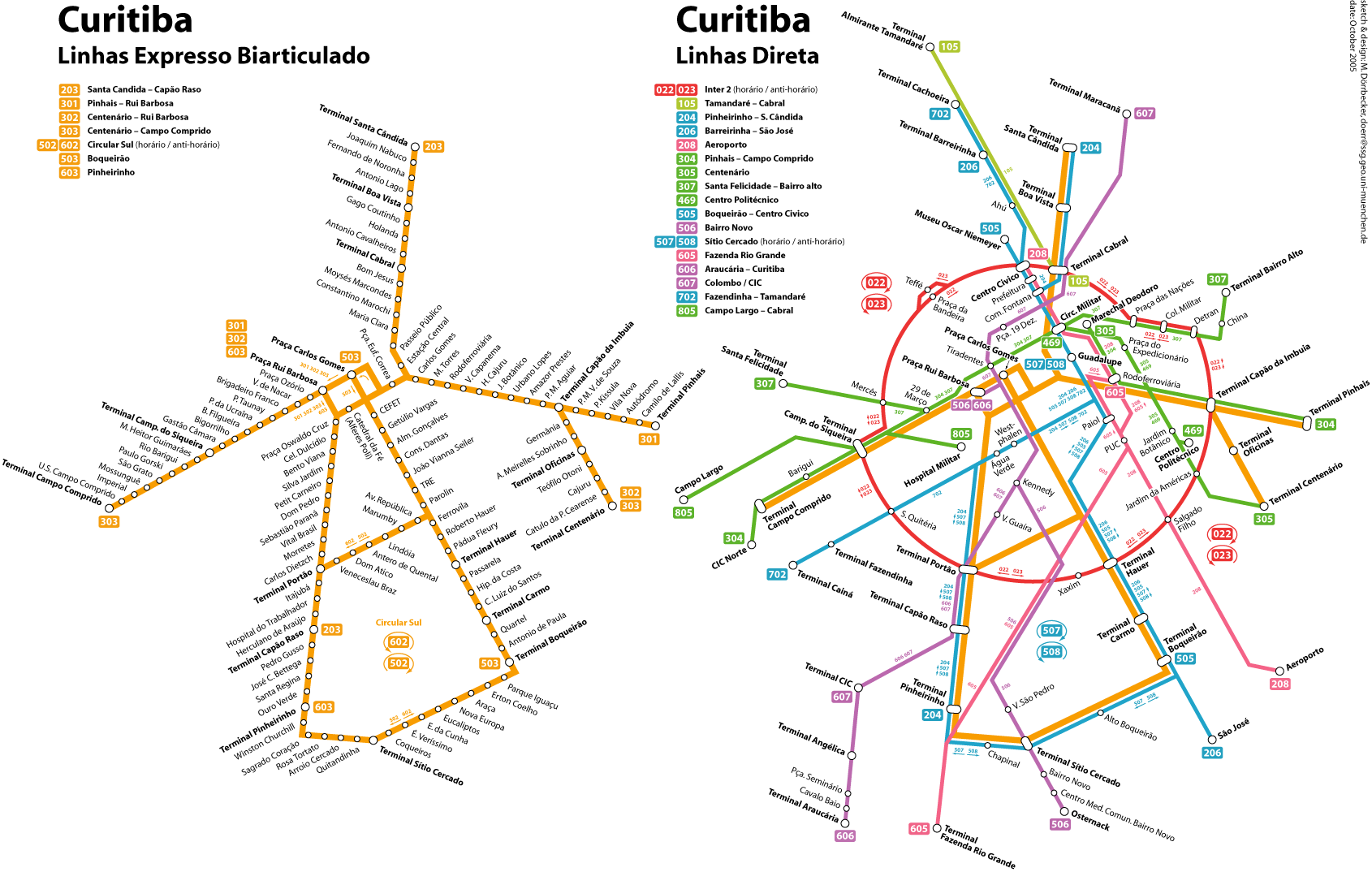
Mapa da Rede Integrada de Transporte (RIT) da cidade

O sistema de ônibus é baseado no conceito criado na capital paranaense, na década de 1970, de veículo leve sobre pneus (VLP). O “Sistema Integrado de Transporte de Passageiros de Curitiba e Região Metropolitana” permite a integração físico-tarifária de 14 municípios da Grande Curitiba. Sua estrutura define a Rede Integrada de Transporte (RIT), que conta com 81 quilômetros de corredores de ônibus, geralmente operados por carros biarticulados, que conectam os terminais integrados nas várias regiões da cidade e transportam cerca de 2 milhões de passageiros diariamente.
Além da interligação por ônibus expressos, os terminais são providos de alimentadores, que compõem a ramificação secundária deste sistema e atendem aos passageiros dos bairros próximos a eles. Adicionalmente, outra categoria de ônibus expressos (os chamados ligeirinhos) provê rápido intercâmbio de passageiros entre um terminal e outro, com trajetos diferentes e poucas paradas intermediárias.

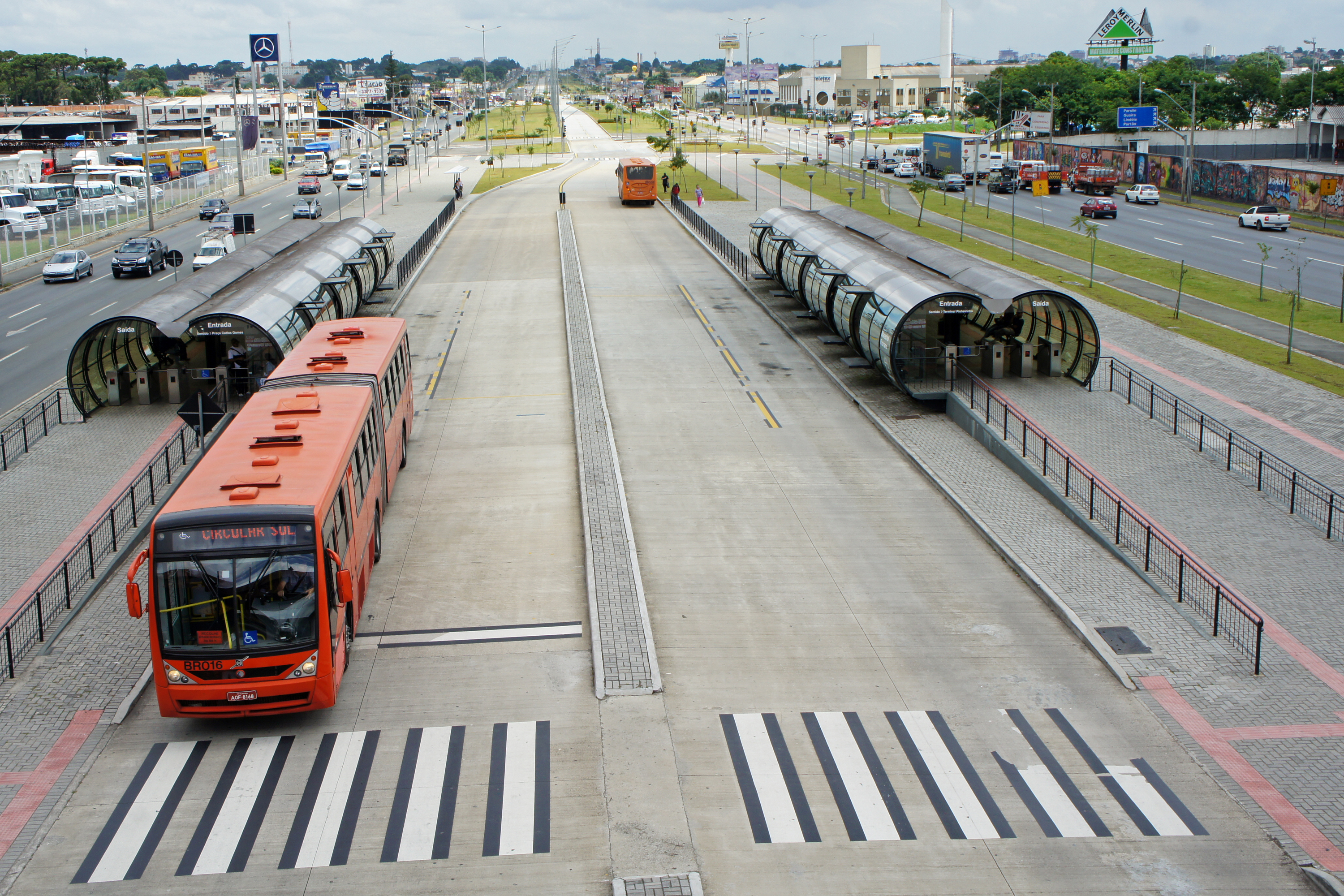
Estação de transferência da RIT (Linha Verde)

A primeira linha de VLP começou a operar em 1974 e o sistema foi projetado para que não apenas transportasse pessoas, mas conduzisse o crescimento urbano. No entanto, o sucesso da rede e o crescimento populacional aumentaram a demanda, o que fez com que a RIT começasse a apresentar sinais de saturação nos últimos anos.
O sistema de transporte público curitibano inspirou diversas cidades no Brasil e em outros países a adotarem estratégias semelhantes. Nacionalmente, Rio de Janeiro, Belo Horizonte e Brasília começaram a implantar canaletas exclusivas para ônibus. Em 1998, Enrique Peñalosa, o então prefeito de Bogotá, capital da Colômbia, decidiu criar um sistema VLP em sua cidade depois que visitou Curitiba. O TransMilenio, o sistema de ônibus rápidos de Bogotá, conta com veículos que circulam por vias totalmente exclusivas e transporta 1,7 milhão de pessoas todos os dias. Além disso, a RIT curitibana também serviu como inspiração para mais de 80 países ao redor do mundo.

## Cultura

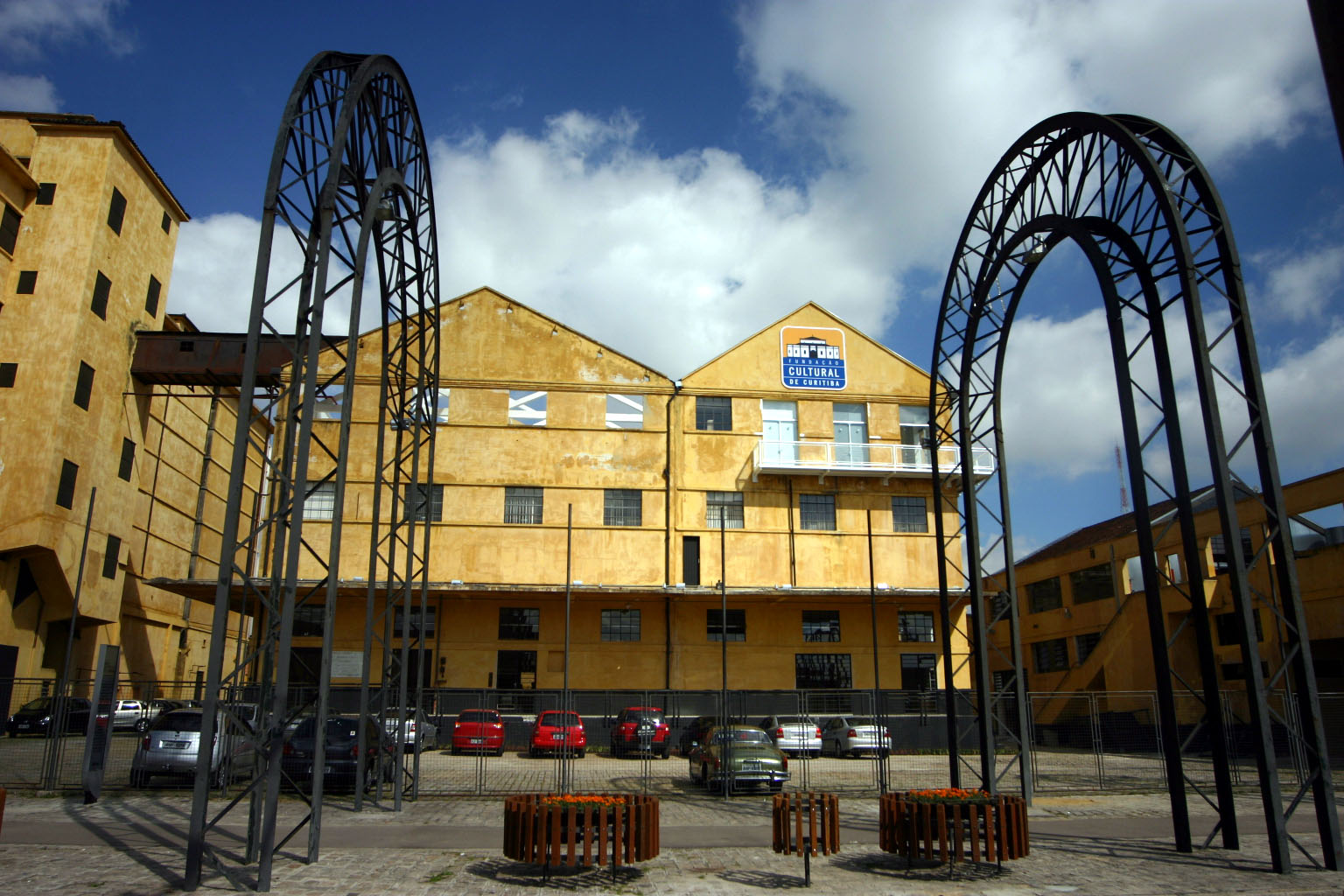
Sede da Fundação Cultural de Curitiba, prédio conhecido como Moinho Rebouças

A responsável pelo setor cultural de Curitiba é a FCC, que tem como objetivo planejar e executar a política do município por meio da elaboração de programas, projetos e atividades que visem ao desenvolvimento da cultura. Está vinculada ao Gabinete do Prefeito, integra a administração pública indireta do município e possui autonomia administrativa e financeira, assegurada, especialmente, por dotações orçamentárias, patrimônio próprio, aplicação de suas receitas e assinatura de contratos e convênios com outras instituições.
A Fundação Cultural foi criada em 5 de janeiro de 1973 e atua em parceria com diversas outras instituições e entidades culturais, diretamente subordinadas ou não ao órgão público. Exemplos: a Casa Romário Martins, a Cinemateca de Curitiba, o Teatro Universitário de Curitiba, o Circo Chic-Chic, o do Piá, o Solar do Barão, a da Memória, a Gibiteca, o Museu Metropolitano de Arte de Curitiba, Novelas Curitibanas, o Conservatório de Música Popular Brasileira, o Memorial de Curitiba, Erbo Stezel, o Cleon Jacques, a rede de bibliotecas da FCC (hoje em dia Casas da Leitura) a Hoffmann e o Espaço Cultural Capela Santa Maria.
Curitiba foi escolhida em 2003 para ser a quarta Capital Americana da Cultura junto com a Cidade do Panamá, no Panamá. Foi a segunda cidade brasileira a conseguir o título, sendo a primeira Maceió em 2002, urbe a qual sucedeu.

### Literatura e teatro

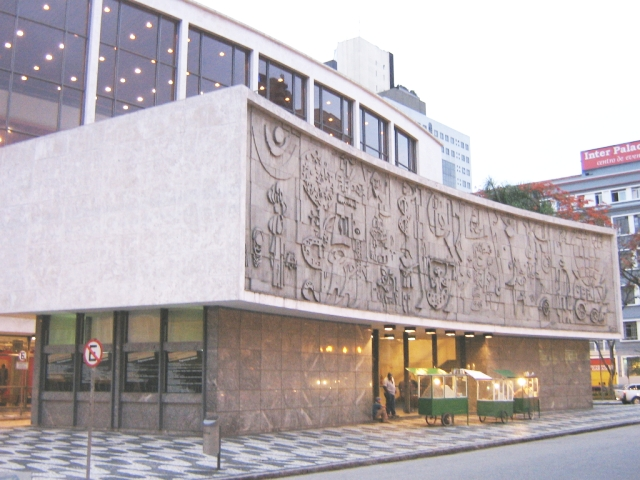
Fachada do Teatro Guaíra, com mural de Poty Lazzarotto.

Curitiba é local de nascença, residência e principal inspiração do contista Dalton Trevisan (1925) e do controverso escritor, poeta e compositor Paulo Leminski (1944–1989), autor da obra experimental em prosa que se chama Catatau. Também curitibanos eram o boêmio, poeta satírico e Imortal da Cadeira n.º 20 da Academia Brasileira de Letras Emílio de Meneses (1866–1918) e o simbolista Tasso da Silveira (1895–1968), filho do também do escritor da mesma corrente literária — e morretense — Silveira Neto.
O Festival de Teatro de Curitiba, um dos mais importantes festivais do gênero no país, ocorre desde 1992, habitualmente composto de atrações internacionais, grandes exibições nacionais, montagens locais e uma mostra alternativa, que atraem um número crescente de espectadores. Esse contingente de ouvintes até 2008 chegou a 1,3 milhão de pessoas em 1890 apresentações. Além disso, recebe circuitos de espetáculos durante o ano todo nas 36 salas de entretenimento curitibanas como o tradicional Teatro Guaíra, uma das em número de espectadores da América do Sul e que possui o corpo de Balé Guaíra, um dos mais importantes do país. Outros teatros importantes da cidade incluem o Teatro Paiol e a Ópera de Arame. Lala Schneider, um dos grandes nomes do Teatro brasileiro surgiu na cidade e hoje tem um em sua homenagem, que se chama por esse nome.

Cláudio Seto, idealizador dos festivais "Matsuri".

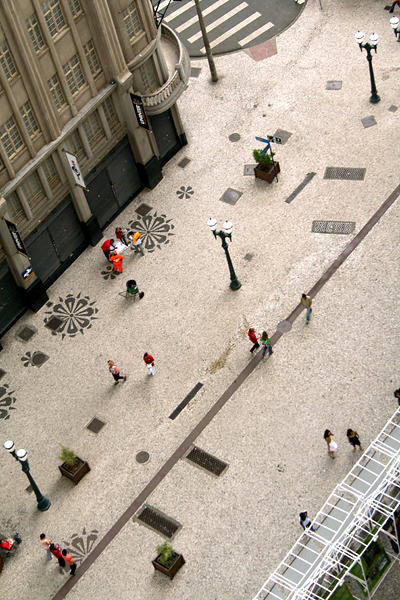
Trecho da Rua das Flores outrora chamado "Cinelândia Curitibana".

### Festividades
Em Curitiba há alguns festivais anuais. Alguns deles são diretamente dedicados às artes, como o Festival de Teatro de Curitiba e a Oficina de Música de Curitiba. A cidade de Curitiba conta também com a Bienal Internacional de Curitiba, que, em 2013, completou 20 anos e recebeu mais de 1 milhão de visitantes. Além disso, a Bienal apoia o circuito do Festival de Cinema da Internacional de Curitiba (Ficbic), que contam com exibições de filmes nacionais, internacionais e uma mostra universitária competitiva. 
Curitiba possui atualmente a maior celebração de Corpus Christi do mundo, o evento religioso faz parte do calendário oficial da cidade através da Lei 15.219, de 22 de maio de 2018, bem como do calendário oficial turístico do Estado do Paraná, através da Lei 19.466, de 23 de abril de 2018. Em 2023 reuniu um público aproximado de 120 mil pessoas.
Há também na cidade muitos festivais relacionados à imigração, como a Festa da Uva, relacionada à italiana; e quatro Matsuri, que se relacionam à japonesa. Os quatro Matsuri que acontecem em Curitiba são: Imin Matsuri (移民祭り, “Festival de Imigração”), que celebra a chegada dos imigrantes japoneses ao Brasil; Haru Matsuri (春祭り, “Festa de primavera”), que comemora o final do inverno e o início da estação primaveril; Hana Matsuri (花祭り, “Festividade das Flores”), que homenageia o nascimento de Xaquiamuni; e Seto Matsuri (“Espetáculo de Seto”), em memória de Cláudio Seto, idealizador do primeiro Matsuri de Curitiba.
O primeiro Matsuri de Curitiba, um Imin Matsuri, foi realizado em junho de 1991, por sugestão de Cláudio Seto ao então presidente do Nikkei Clube, Rui Hara.  O primeiro festival foi uma renovação da festa junina tradicional do clube; devido ao seu sucesso, foi realizado, no mesmo ano, o primeiro Haru Matsuri. Em 1993, como os festivais atingiram proporções que o clube não poderia suportar, o Imin Matsuri foi realizado na Praça do Japão, e o Haru Matsuri no Parque Barigui.  Em 2005, foi realizado o primeiro Hana Matsuri, também conhecido como “Natal Budista”, por comemorar o nascimento de Xaquiamuni, o primeiro Buda.
No mês de outubro 2015 ocorre o evento que se chama Curitiba Celtic Fest, o maior festival dedicado à música celta já realizado no Brasil, contando com bandas locais, apresentação de gaitas de fole, um grupo de danças irlandesas e uma banda de São Paulo. O evento promove a integração de ambas as cenas regionais deste movimento musical. O festival foi o primeiro a se dedicar integralmente à cena e celebrar a cultura da música celta fora dos tradicionais festejos de São Patrício da Irlanda, comuns na cidade no mês de março.

### Cinema
A história do cinema curitibano é caracterizada pela sua inconstância e por alternar períodos de cadência intensa com outros de completa inatividade. O primeiro filme projetado em Curitiba foi em 1897, pouco após a invenção do cinematógrafo pelos Irmãos Lumière. No entanto, até 1930, a história do cinema da cidade se limitou às iniciativas isoladas de apenas três curitibanos: Annibal Requião (que filmou em Curitiba entre 1907 e 1912), João Baptista Groff e Arthur Rogge.
Na década de 1960, surgiram os primeiros filmes do cineasta Sylvio Back, ligado ao cineclubismo e à crítica cinematográfica e que adquiriria notoriedade em todo o país nas décadas subsequentes (com películas como Lance maior e Aleluia, Gretchen), produzindo até os dias atuais. Já na década de 1970, surgiu a Cinemateca do Museu Guido Viaro, responsável por relativa movimentação do cenário cinematográfico curitibano e pela descoberta de novos talentos locais, notadamente o cineasta Fernando Severo, também na ativa até os dias atuais. Posteriormente, surgiu uma tendência, na cena local, a produção de documentários, normalmente denuncistas ou atrelados a certos posicionamentos ideológicos. Nesse contexto, destacam-se os trabalhos de Frederico Fullgraf (com atividades habitualmente relacionadas com a ecologia) e Sérgio Bianchi.

### Música

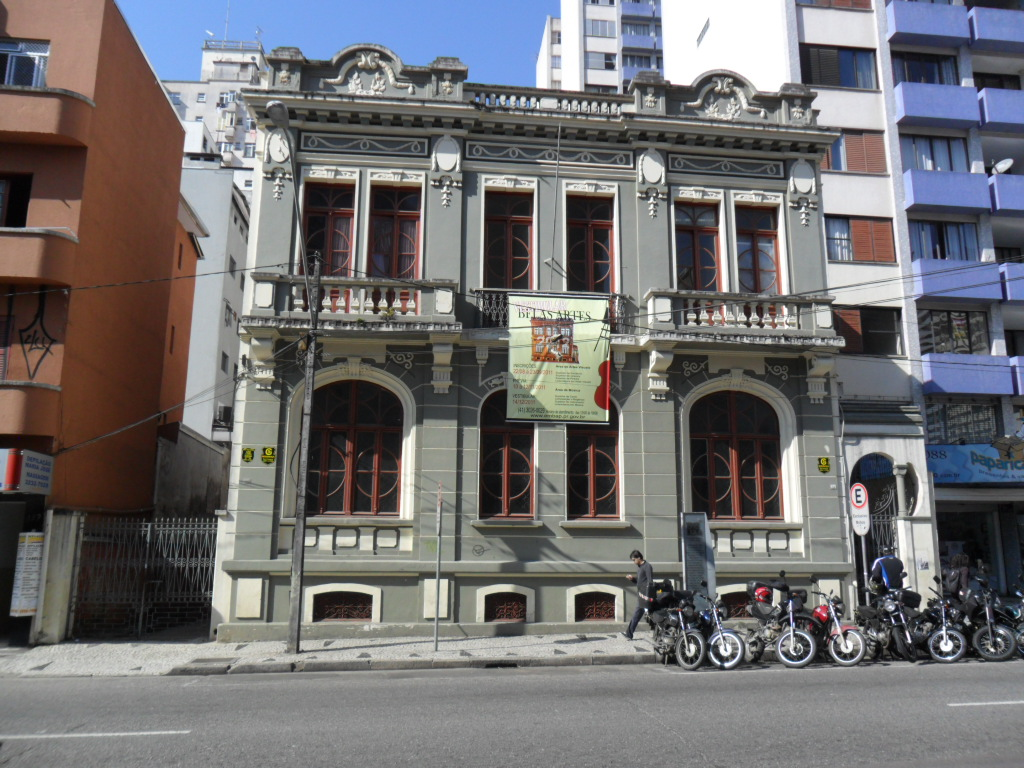
Escola de Música e Belas Artes do Paraná.

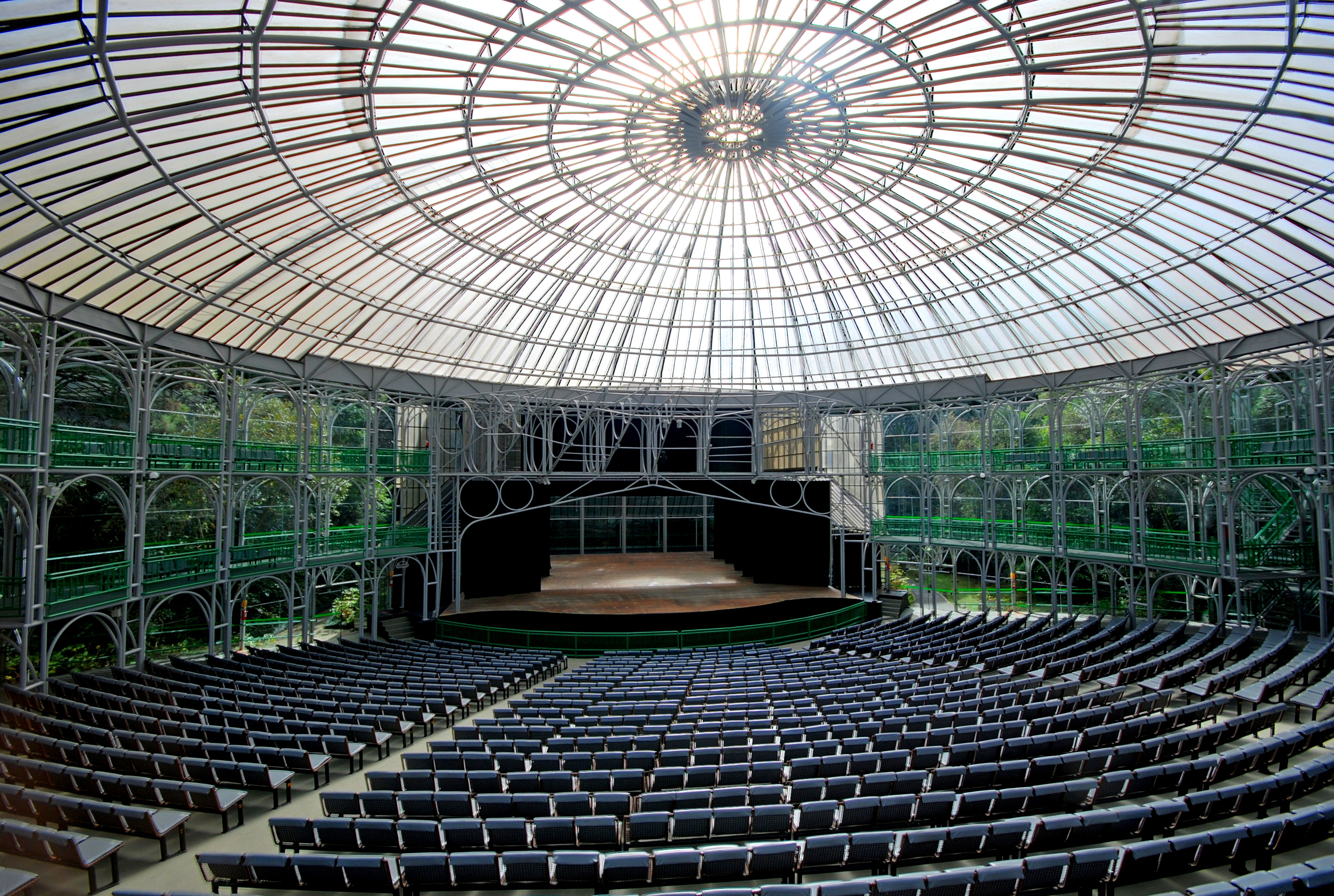
Interior da Ópera de Arame.

Na esfera da gestão pública da produção musical de Curitiba, o Instituto Curitiba de Arte e Cultura (ICAC), criado em 2004, realiza a administração da área de música da Fundação Cultural de Curitiba, sendo responsável pela promoção dos seguintes corpos estáveis: Camerata Antiqua de Curitiba (coro e orquestração), Conservatório de MPB, Orquestra à Base de Sopro, à de Corda, Vocal Brasileirão e Coral Brasileirinho; a Escola de Música e Belas Artes do Paraná e a Sinfônica do Paraná são mantidas pelo governo do estado, e a Filarmônica da UFPR, pela universidade.
A cidade possui também a Orquestra Sinfônica do Paraná que tem um repertório de mais de 900 obras e já interpretou a maioria dos grandes compositores da música erudita, inclusive o Ciclo Beethoven, fato que a coloca em destaque no cenário internacional. A Fundação Cultural de Curitiba também mantém o coral Camerata Antiqua de Curitiba, o Conservatório de MPB de Curitiba e a Escola de Música e Belas Artes do Paraná.
Grandes apresentações musicais internacionais ocorrem na cidade, principalmente através de festivais como o extinto Curitiba Rock Festival e o TIM Festival, que trouxeram Paul McCartney, Iron Maiden e The Killers. Apesar disso, eles têm diminuído depois do fechamento da Pedreira Paulo Leminski em 2008, mais importante local para famosos concertos da cidade. Por isso ela corre o risco de ficar fora da rota das grandes apresentações. Nos últimos anos, Curitiba vem apresentando, embora modestamente, algumas bandas de “rock”, sendo algumas das mais famosas, como a Relespública e o CW7.
Existe também uma cena musical em Curitiba que gira em torno da música celta, com diversas bandas como Thunder Kelt, Gaiteiros de Lume e Mandala Folk. Frequentemente bandas deste estilo se apresentam em locais públicos, eventos e festivais, demonstrando um apreço popular para com este movimento. Curitiba abriga uma série de músicos que tocam instrumentos incomuns e até raros no país como as gaitas de fole, vielas de roda e harpas célticas. Outros grupos curitibanos fazem também música antiga e medieval como Alla Rustica e Trovadores.

### Museus, bibliotecas e centros culturais

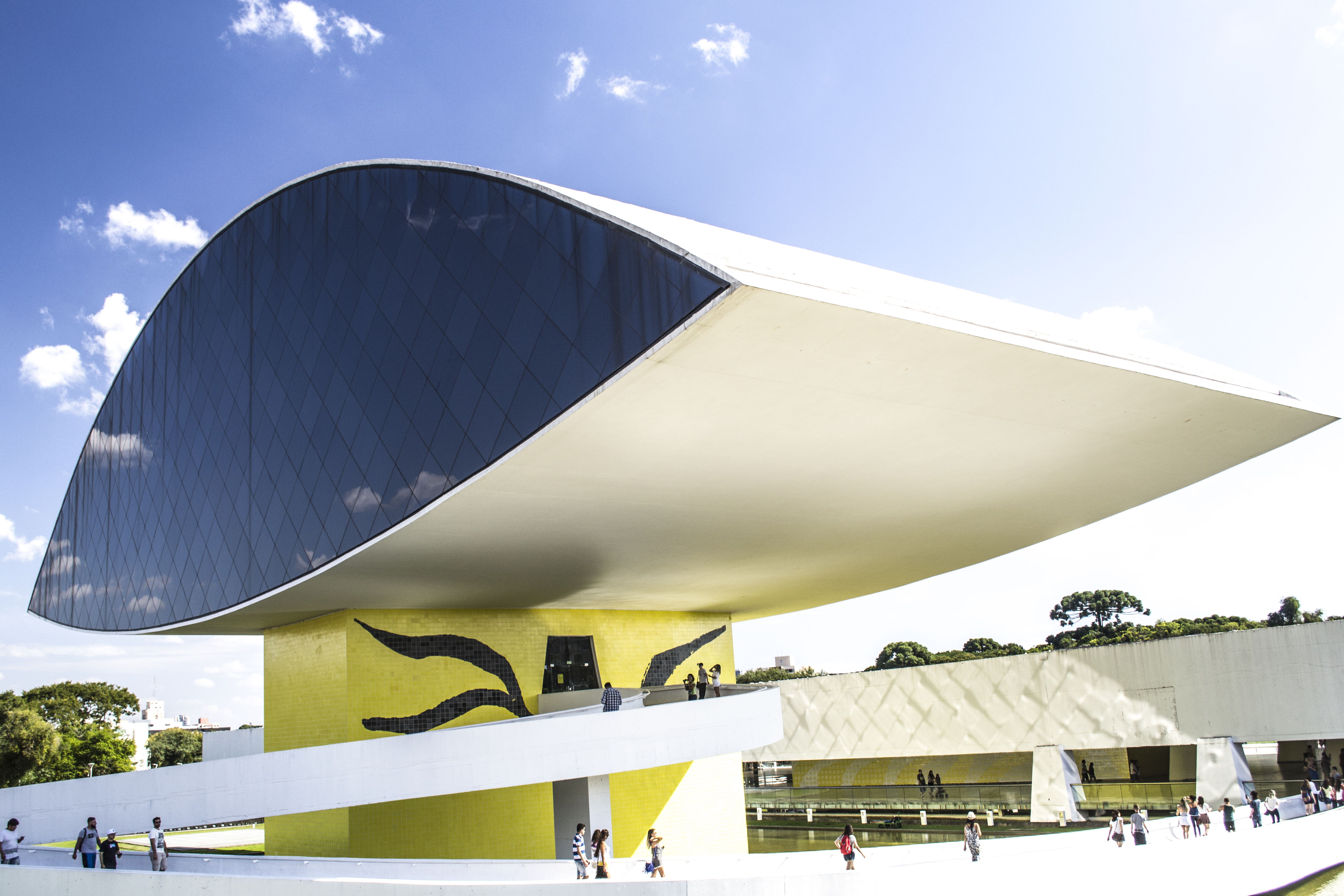
Museu Oscar Niemeyer, localizado no Centro Cívico.

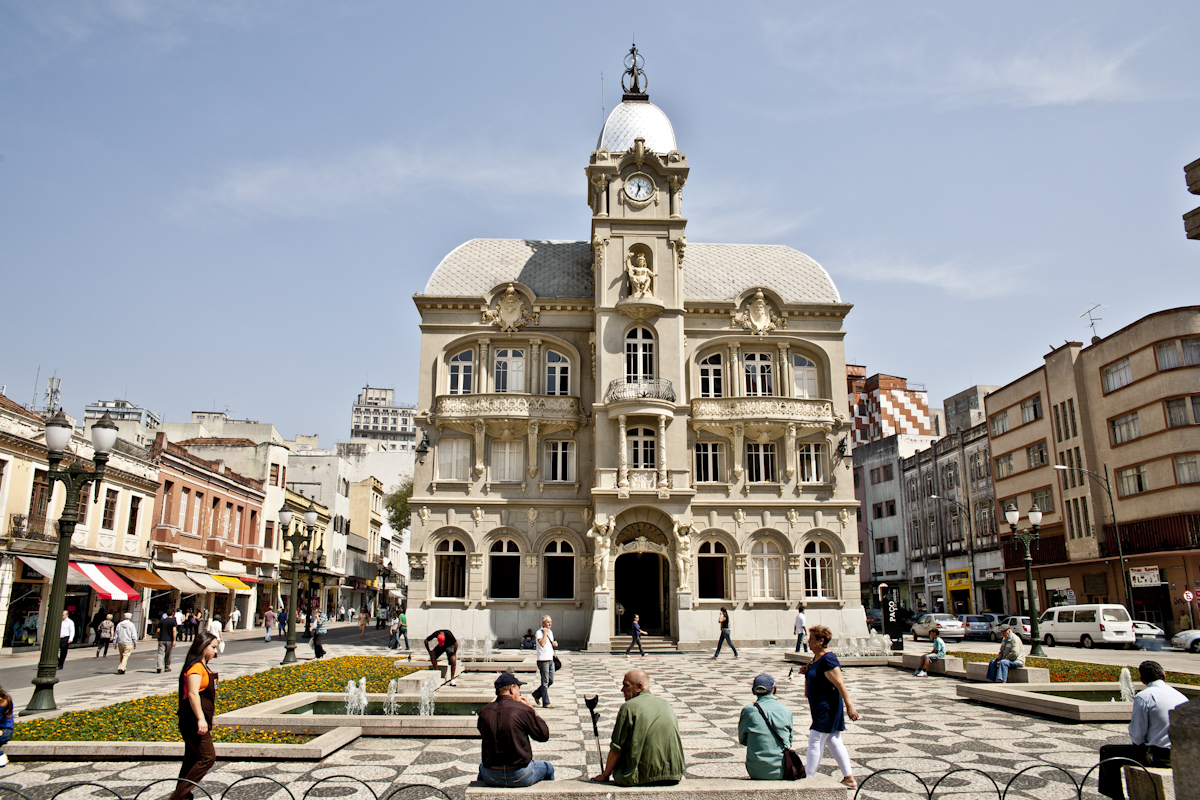
Centro Cultural Sesc Paço da Liberdade.

Curitiba dispõe de uma vasta quantidade de museus, valendo destacar o Museu Paranaense (dedicado às artes plásticas e história), o MON e o Museu Alfredo Andersen (dedicados à pintura), o MIS-PR (cinema e fotografia), o Museu do Expedicionário (dedicado ao passado do Brasil na 2.ª GM), o MuMA (arte moderna), o MAC/PR (arte contemporânea), o MHNCI (biologia e botânica) e o MASAC (arte sacra).
O Centro Cultural Paço da Liberdade fica localizado em um edifício com detalhes neoclássicos e desenhos art nouveau inaugurado em 24 de fevereiro de 1916 para ser a sede da prefeitura da cidade. Em 2007, o SESC fez um projeto de restauração e ocupação do local, coordenado pelo Instituto de Pesquisa e Planejamento Urbano de Curitiba (IPPuc), com respeito às características originais do prédio. Foi reinaugurado em 29 de março de 2009.
No centro de Curitiba está localizada a Biblioteca Pública do Paraná, maior biblioteca pública do estado e da Região Sul do país. A instituição foi criada em 1857 e reformada em 1953 para as comemorações do centenário do Paraná. A biblioteca serve a população com quase 600 mil livros.  Além disso, pela cidade inteira estão espalhados os Faróis do Saber, que servem como pequenas bibliotecas, principalmente nos bairros mais distantes do centro e oferecem cursos e entretenimento para crianças e adolescentes.

### Gastronomia

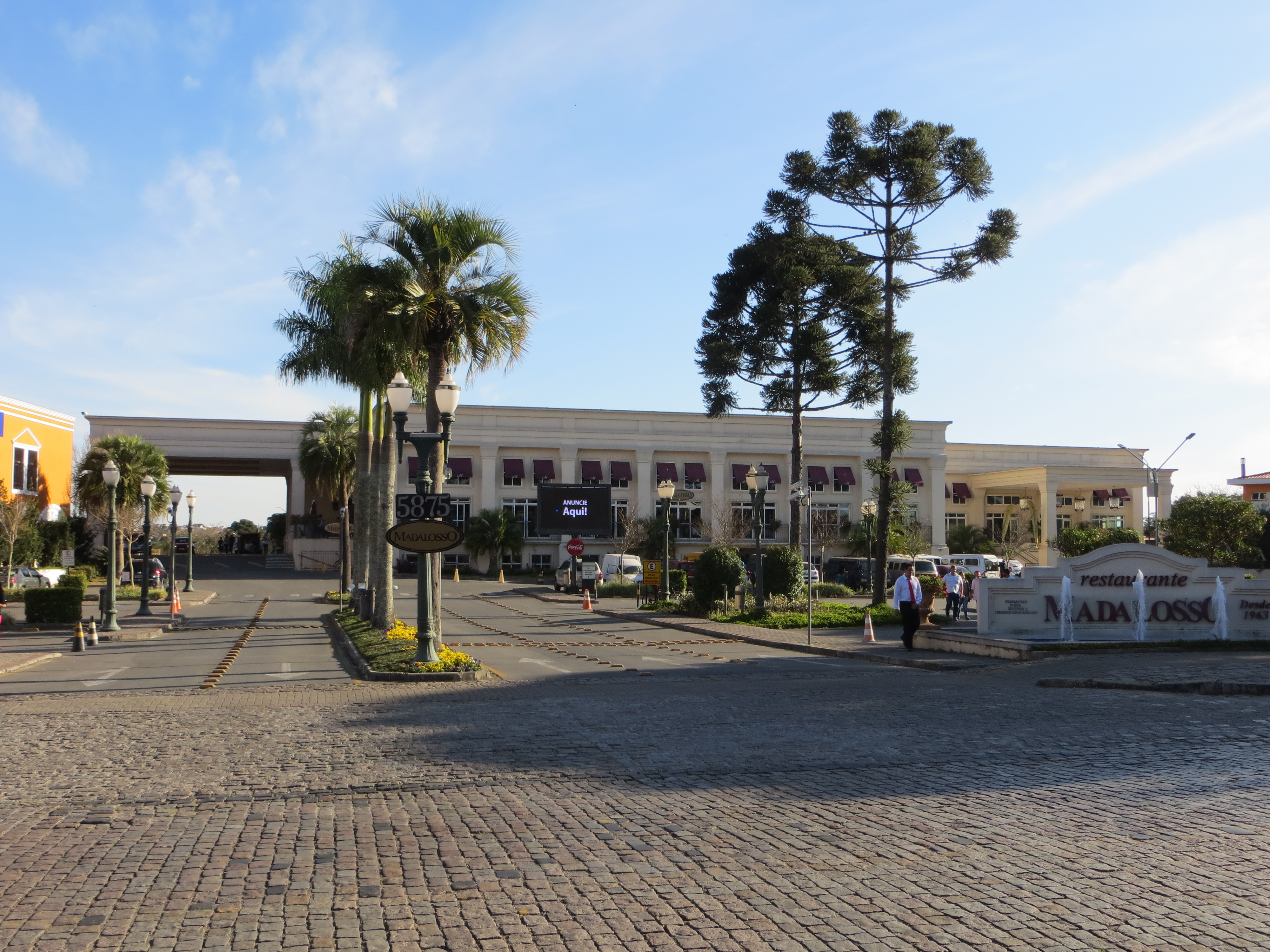
O Restaurante Madalosso, em Santa Felicidade, tradicional bairro de imigrantes italianos da cidade.

Conhecida por ser uma referência em diversos quesitos, como uma cidade sustentável e com excelente nível de IDH, a capital do Paraná é também um importante centro gastronômico. O cardápio traz surpresas aos visitantes por ser muito variado. Os pratos da culinária local são um reflexo da história do município e as comidas típicas, propriamente ditas, são muito saborosas. Em Curitiba, há três pratos principais: o barreado, o pinhão e a carne de onça.
O barreado é um dos pratos mais conhecidos do estado, presente no cardápio da maioria dos restaurantes curitibanos. Seus ingredientes são carne bovina, toucinho e temperos típicos da culinária do Paraná. Sua origem surgiu do tempo da colonização açoriana no litoral do Paraná; os carijós cozinhavam o prato em panelas feitas de barro, as quais eles mesmo produziam. A cidade de Morretes, localizada no litoral do Paraná tem o barreado como especialidade, servido nos restaurantes da região.
Muito utilizada como tempero, a semente da Araucaria angustifolia, encontrada especialmente na Região Sul do Brasil, é usada no preparo das receitas de frango com polenta e do bolinho de pinhão. Além disso, pode ser conservada e também é possível apreciar depois do cozimento na panela de pressão ou do assamento na chapa.
Embora tenha esse nome, a carne de onça não tem nenhuma aproximação com a que provém do músculo do felino. O prato compõe-se de pão preto com cobertura de patinho cru, moído por três vezes (e na hora), com cebola, cebolinha, cheiro verde e azeite de oliva.

### Esportes

Estádio Major Antônio Couto Pereira, do Coritiba Foot Ball Club

No futebol, Curitiba abriga três clubes relevantes, sendo eles o Atlético Paranaense (cujo estádio é a Arena da Baixada), o Coritiba (Couto Pereira) e o Paraná (Vila Capanema). A cidade foi uma das sedes nas duas Copas do Mundo realizadas no Brasil, em 1950 e em 2014, quando a Arena da Baixada foi reformada e serviu de palco para o mundial.
No tênis, a cidade é referência nacional por ser etapa dos dois maiores torneios de duplas do Brasil, o Circuito Chef Vergé de Duplas de Tênis e o Circuito Centauro de Duplas de Tênis. Também há torneios de esportes como basquetebol, futebol de salão, handebol e voleibol, dedicados em especial à população jovem.

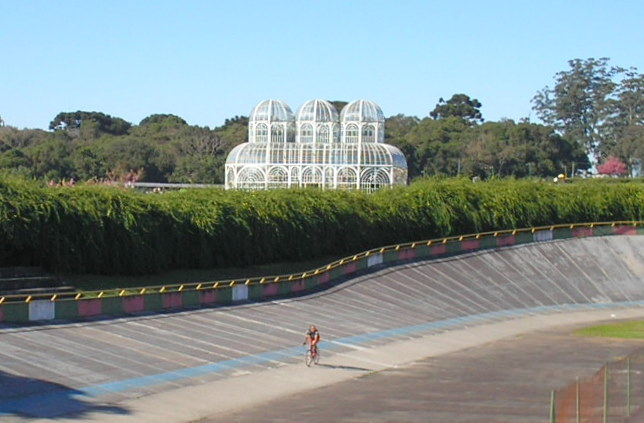
Velódromo de Curitiba com a estufa do Jardim Botânico ao fundo

Curitiba também é referência mundial na área de lutas, especialmente nas artes marciais mistas. Muitos lutadores de alto nível e campeões nasceram ou foram treinados na cidade, como Anderson Silva, Wanderlei Silva, Maurício "Shogun" Rua, Murilo Rua, Evangelista Santos, Cris Cyborg, José Landi-Jons e Rafael Cordeiro (fundador e treinador da Kings MMA, uma das maiores academias nos Estados Unidos), dentre muitos outros. A tradição na luta tem seu início na academia Chute Boxe, uma das primeiras academias de Muay Thai do Brasil; fundada em 1978, tornou-se pioneira no MMA no início na década de 90 após criar um dos primeiros programas na modalidade no país, e formou grandes lutadores que se tornariam campeões do UFC e o extinto PRIDE Fighting Championships. O UFC já realizou eventos na cidade, como o UFC 198, que teve um dos maiores públicos em um evento de MMA no mundo.
No tiro ao alvo, Curitiba teve e tem atletas de destaque nacional e internacional, como Leonel Davi Santos Amaral (1928 - 2015), que iniciou suas atividades em tiro em 1959, tornando-se campeão paranaense em silhuetas olímpicas no mesmo ano.

### Feriados
Em Curitiba, há três feriados municipais e oito feriados nacionais, além dos pontos facultativos. Segundo a prefeitura, os feriados municipais são: a Sexta-Feira Santa, que em 2025 ocorre no dia 18 de abril; o Corpus Christi, que neste ano é comemorado em 19 de junho; e o dia de Nossa Senhora da Luz dos Pinhais, em 8 de setembro. O aniversário da cidade, em 29 de março, inclui-se como um ponto facultativo, bem como o Carnaval e o dia do servidor público, em 28 de outubro. Há ainda o dia de Nossa Senhora do Rocio, feriado estadual celebrado em 15 de novembro  e o dia da Emancipação Política do Paraná, celebrado em 19 de dezembro.